# Liste der Kulturdenkmale in Leipzig-Zentrum, N–Z
Die Liste der Kulturdenkmale in Leipzig-Mitte (Zentrum) enthält die Kulturdenkmale des Leipziger Stadtteils „Zentrum“, die in der Denkmalliste vom Landesamt für Denkmalpflege Sachsen mit Stand 2017 erfasst wurden.
Aus Platzgründen ist diese Liste geteilt. In dieser Liste sind die Kulturdenkmale in den Straßen mit den Anfangsbuchstaben N–Z erfasst. Die Kulturdenkmale in den Straßen A–M sind in der Liste der Kulturdenkmale in Leipzig-Zentrum, A–M aufgeführt.

## Legende
- Bild: Bild des Kulturdenkmals, ggf. zusätzlich mit einem Link zu weiteren Fotos des Kulturdenkmals im Medienarchiv Wikimedia Commons. Wenn man auf das Kamerasymbol klickt, können Fotos zu Kulturdenkmalen aus dieser Liste hochgeladen werden:
- Bezeichnung: Denkmalgeschützte Objekte und ggf. Bauwerksname des Kulturdenkmals
- Lage: Straßenname und Hausnummer oder Flurstücknummer des Kulturdenkmals. Die Grundsortierung der Liste erfolgt nach dieser Adresse. Der Link (Karte) führt zu verschiedenen Kartendiensten mit der Position des Kulturdenkmals. Fehlt dieser Link, wurden die Koordinaten noch nicht eingetragen. Sind diese bekannt, können sie über ein Tool mit einer Kartenansicht einfach nachgetragen werden. In dieser Kartenansicht sind Kulturdenkmale ohne Koordinaten mit einem roten bzw. orangen Marker dargestellt und können durch Verschieben auf die richtige Position in der Karte mit Koordinaten versehen werden. Kulturdenkmale ohne Bild sind an einem blauen bzw. roten Marker erkennbar.
- Datierung: Baubeginn, Fertigstellung, Datum der Erstnennung oder grobe zeitliche Einordnung entsprechend des Eintrags in der sächsischen Denkmaldatenbank
- Beschreibung: Kurzcharakteristik des Kulturdenkmals entsprechend des Eintrags in der sächsischen Denkmaldatenbank, ggf. ergänzt durch die dort nur selten veröffentlichten Erfassungstexte oder zusätzliche Informationen
- ID: Vom Landesamt für Denkmalpflege Sachsen vergebene, das Kulturdenkmal eindeutig identifizierende Objekt-Nummer. Der Link führt zum PDF-Denkmaldokument des Landesamtes für Denkmalpflege Sachsen. Bei ehemaligen Kulturdenkmalen können die Objektnummern unbekannt sein und deshalb fehlen bzw. die Links von aus der Datenbank entfernten Objektnummern ins Leere führen. Ein ggf. vorhandenes Icon  führt zu den Angaben des Kulturdenkmals bei Wikidata.

## Liste der Kulturdenkmale in Leipzig-Mitte (Zentrum)
| Bild                                    | Bezeichnung | Lage                                                          | Datierung | Beschreibung | ID       |
| --------------------------------------- | --- | ------------------------------------------------------------- | --- | --- | -------- |
| Weitere Bilder                          | Brunnen und Handschwengelpumpe mit Brunnenschacht | Naschmarkt (Karte)                                            | 1820 (Plastiken), bezeichnet 1918 (Brunnen) | an der Grimmaischen Straße, Brunnen mit zwei Löwenplastiken, künstlerisch und ortsgeschichtlich von Bedeutung | 09298442 |
| Weitere Bilder                          | Denkmal für Johann Wolfgang Goethe | Naschmarkt (Karte)                                            | 1903 (Denkmal) | Bronzefigur des Dichters im Zeitkostüm auf Natursteinpostament mit Inschrift und Bildnismedaillons, Standort durch kleine Grünanlage mit Ziergitter eingefasst, Bildhauer: Carl Seffner, stadtgeschichtlich, personengeschichtlich und künstlerisch von Bedeutung | 09298441 |
| Direkt Bild zu diesem Denkmal hochladen | Ehemaliger Messepalast in offener Bebauung (Anschrift: Grimmaische Straße 1, 3, 5, 7, Naschmarkt 1, 3, Reichsstraße 1, 3, 5, 7, 9 und Salzgäßchen 6), heute Hotel | Naschmarkt 6 (Karte)                                          | 1908–1909 (Messehaus) | einer der frühesten Messepaläste der Stadt, mit Innenhof, Durchfahrten und Läden, straßenbildprägender Bau im Reformstil um 1910, Fassaden teils verputzt, teils mit Natursteinverkleidung, Natursteingliederungen, Architekten: Weidenbach & Tschammer, baugeschichtlich, ortsentwicklungsgeschichtlich und städtebaulich von Bedeutung | 09298261 |
| Weitere Bilder                          | Börsengebäude, mit Freitreppe und Einfriedung | Naschmarkt 2 (Karte)                                          | 1678 Antrag zur Errichtung (Börse) | barocker Putzbau mit repräsentativer Freitreppe und Skulpturen, Pilastergliederung und Festons, Dachbalustrade an den Ecken durch Figuren Venus, Merkur, Apollo und Athene betont, ältestes Versammlungshaus der Leipziger Kaufmannschaft und erster Barockbau Leipzigs, baugeschichtlich und künstlerisch von Bedeutung | 09298440 |
| Direkt Bild zu diesem Denkmal hochladen | Drei Fassaden eines Kaufhauses (Anschriften: Petersstraße 31, Preußergäßchen 2 und Neumarkt o. Nr.) sowie eiserner Kandelaber im Hof | Neumarkt (Karte)                                              | 1914–1915 (Fassade) | Sandsteinfassade im Reformstil um 1915 mit Neigung zum Neuklassizismus, betont vertikale Gliederung, akzentuierender Bauschmuck, teils figürlich, teils ornamental, Architekt: Philipp Schaefer, ortsentwicklungsgeschichtliche, baugeschichtliche und baukünstlerische Bedeutung | 09298353 |
| Direkt Bild zu diesem Denkmal hochladen | Fassade eines ehemaligen Bankgebäudes in geschlossener Bebauung | Neumarkt 2 (Karte)                                            | 1900–1901 (Fassade) | erbaut unter der Anschrift Neumarkt 6, repräsentative Naturstein-Putz-Fassade in späthistoristischen Formen, Reliefschmuck mit allegorischen und emblematischen Darstellungen, auch Initialen, Masken und Putten, später Verlagshaus Sächsisches Tageblatt, ortsentwicklungsgeschichtlich und baugeschichtlich von Bedeutung | 09298348 |
| Weitere Bilder                          | Fassade eines ehemaligen Messepalastes in Ecklage (Neumarkt 2 und Grimmaische Straße 6, 8) | Neumarkt 2 (Karte)                                            | 1912–1914 (Fassade) | Muschelkalksteinfassaden im Reformstil um 1910/15, entschieden horizontale Gliederung durch Gesimse, Betonung des ersten Obergeschosses durch reichen Bauschmuck (Reliefs und allegorische Figuren), zur Grimmaischen Straße kräftige Vorlage und hoher Schweifgiebel, Architekt: Emil Franz Hänsel, ortsentwicklungsgeschichtlich, baugeschichtlich und baukünstlerisch von Bedeutung | 09298277 |
| Weitere Bilder                          | Handschwengelpumpe mit Brunnenschacht und Abdeckplatte | Neumarkt 2 (vor) (Karte)                                      | vor 1891 (Handschwengelpumpe) | Ecke Grimmaische Straße, Typ Gotik, ortsgeschichtlich von Bedeutung | 09294781 |
| Weitere Bilder                          | Ehemaliger Messepalast (Anschriften: Neumarkt 9, Kupfergasse 1 und Universitätsstraße 16), mit umbauten Innenhöfen sowie Kaiser-Maximilian-Denkmal an der Universitätsstraße | Neumarkt 9 (Karte)                                            | 1893–1901 (Messehaus), 1897 (Statue) | umfangreicher Gebäudekomplex über quartiergroßem, annähernd quadratischem Grundriss, in mehreren Bauabschnitten unter Einbeziehung der barocken Stadtbibliothek am Gewandgäßchen errichtet (diese wegen Kriegszerstörung nach 1990 rekonstruiert), reiche Putzfassaden in Anlehnung an den barocken Bibliotheksflügel sowie in Verbindung zur lokalen Bautradition in neubarocken Formen, im Innern des Komplexes drei Höfe, der nördliche als Durchgangshof gestaltet, an der Front zur Universitätsstraße Vorlage mit repräsentativer Denkmalgestaltung in Erinnerung an die Verleihung des Messeprivilegs 1497 durch Kaiser Maximilian, Städtisches Kaufhaus erstes Mustermessehaus der Welt, ortsgeschichtliche, handelsgeschichtliche, baugeschichtliche und baukünstlerische Bedeutung | 09298453 |
|                                         | Ehemaliges Messehaus in geschlossener Bebauung, mit Passage und historischer Gaststätte Auerbachs Keller und deren Ausstattung (u. a. zwei Figurengruppen am Eingang: Faust/Mephisto und Studenten) sowie barockes Deckenfresko in einem Laden am Ausgang zum Neumarkt (Anschriften: Grimmaische Straße 2, 4 und Neumarkt 14) | Neumarkt 14 (Karte)                                           | 1912–1914 (Messehaus) | Stahlbetonbau über L-förmigem Grundriss, Sandsteinfassaden im Reformstil um 1910/15, Architekt: Theodor Kösser, ortsgeschichtliche und ortsentwicklungsgeschichtliche, baugeschichtliche, künstlerische, kulturgeschichtliche sowie städtebauliche Bedeutung Denkmaltext Das Messehaus „Mädlerpassage“ entstand 1912–1914 im Auftrag des Koffer- und Taschenfabrikanten Moritz Mädler. Die Pläne erarbeitete der namhafte Leipziger Architekt Theodor Kösser. Auf dem Grundstück befand sich zuvor das traditionsreiche Bürger- und Handelshaus „Auerbachs Hof“. Aufgrund der literarischen Bedeutung des Gasthauses „Auerbachs Keller“ wurden Teile des Vorgängers in den Neubau einbezogen. Der Messehauskomplex erstreckt sich über winkligem Grundriss zwischen der Grimmaischen Straße und dem Neumarkt. Er enthält eine Passage, die das großflächige Gebäude erschließt und die anliegenden Straßen miteinander verbindet sowie Raum für Läden und Restaurants bereithält. Kösser folgte mit seiner Passage einerseits der im 19. und frühen 20. Jahrhundert für den gehobenen Einzelhandel bevorzugten Bauform, suchte damit aber anderseits im modernen Sinne an die lokale Tradition der Leipziger Durchgangshöfe, unter denen „Auerbachs Hof“ eine prominente Stellung einnahm, anzuknüpfen. Der hohe Anspruch, von dem sich Bauherr und Architekt bei ihrem Messehausprojekt leiten ließen, drückt sich auch in der auf Monumentalität ausgerichteten Architektursprache aus, in der barockisierende, wiederum dem genius loci verpflichtete Elemente mit Motiven der zeitgenössischen Stilkunst vereint sind. Kolossale Halbsäulen fassen die Hauptfront an der Grimmaischen Straße zusammen. Auf ihnen stehen Atlanten, die die schwere Steinbrüstung des etwas zurückgesetzten, fünften Geschosses tragen. In der Mitte der symmetrisch angelegten Fassade öffnet sich – an einen Triumphbogen erinnernd – der bis in den ersten Stock hinaufreichende Passageneingang. Auch dieser ist mit Figuren (beidseits ein Frauenpaar) geschmückt. Die fünf Dachgauben, die den Dachbereich prägen, sind eine weitere Reminiszenz an die Tradition der Leipziger Bürgerhausarchitektur des Barock. Die Fassade zum Neumarkt stellt sich etwas zurückhaltender und weniger monumental dar. Hier sind das erste und zweite Obergeschoss durch Lisenen zusammengefasst. Die Vertikalgliederung setzt sich im dritten Obergeschoss durch Kapitellpfeiler fort, die ein kräftiges Gesims tragen. Darüber springt das vierte Obergeschoss für einen fassadenbreiten Austritt etwas zurück. Den Dachbereich akzentuiert ein Zwerchhaus mit Segmentgiebel. Der Bauschmuck an der Neumarktfassade besteht aus Masken und Büsten sowie zeittypischen stilisierten Schmuckformen. In der Passage ist die Skelettkonstruktion des Baues deutlich erkennbar, Kösser setzte sie wirkungsvoll als Gestaltungsmittel ein. Ein entscheidendes Charakteristikum des Bautyps Passage ist die Ausformung des Inneren mit Mitteln der Außenarchitektur. Der Durchgang ist gleichsam von Fassaden gesäumt, damit gibt er zu erkennen, dass er im Grunde genommen nichts anderes als eine überdachte Geschäftsstraße ist. So werden die die Außenbaugestaltung widerspiegelnde Kolossalgliederung der Wände, die aufwendig hergestellten und mit Figurengruppen des Leipziger Bildhauers Mathieu Molitor (Faustszene) geschmückten Treppenabgänge zur Gaststätte „Auerbachs Keller“, die prächtigen Portalrahmungen der Messehausaufgänge usw. erklärlich. In der Mitte des Gebäudes münden die beiden Passagenarme in die mit einem besonders eleganten Glasdach überkuppelte Rotunde. Die wahrhaft majestätische Erscheinung der.Rotunde entspricht der zentralen Funktion, den sie im Gebäudekomplex als Sammlungs- und Verteilungspunkt einnimmt. Schon unter Kösser war ein dritter zur Petersstraße gerichteter Passagenarm geplant. Seinerzeit bestanden jedoch Schwierigkeiten im Grundstückserwerb. Erst nach dem II. Weltkrieg konnte mit dem Bau des ehemaligen Messehauses am Markt (in den 1990er Jahren durch einen Neubau ersetzt) die Anbindung der Petersstraße erreicht werden. Die für den Messegebrauch eingerichteten oberen Etagen des Gebäudes waren zweckentsprechend nüchtern angelegt. Der Standbau verlangte nach größtmöglicher Variabilität. Das Messehaus „Mädlerpassage“ gehört zu den Gebäuden der Leipziger Innenstadt, die den II. Weltkrieg weitgehend unbeschadet überstanden haben. Von eigenständigem Denkmalwert ist die historische Gaststätte „Auerbachs Keller“, die sich unter dem Gebäude befindet und zu der – wie oben genannt – der figurengeschmückte Zugang von der Passage aus erfolgt. Die Gasträume – unterteilt in zwei Bereiche – umfassen vier Weinstuben (Fasskeller, Lutherstübchen, Goethezimmer und Alt-Leipzig) und den Großen Keller, der erst 1912 zusammen mit dem Messehausneubau entstand. Auch die erstgenannten Räumlichkeiten sind nicht in ihrer ursprünglichen Form erhalten, sondern wurden im Zuge des Messehausbaues weitgehend erneuert. Die Eröffnung der Gaststätte erfolgte am 22. Februar 1913. Die Ausgestaltung der Räumlichkeiten nimmt Bezug auf die Geschichte des Hausgrundstücks, wobei die weltbekannte Verbindung der Gaststätte mit Johann Wolfgang v. Goethe und seinem Drama „Faust“ den Themenschwerpunkt bildet. Zu den Ausstattungselementen gehören verschiedene Gemälde und Wandbilder. In einem Laden am Ausgang zum Neumarkt ist ein barockes Deckengemälde erhalten, das aus den abgebrochenen Baulichkeiten von „Auerbachs Keller“ hierher übertragen wurde. Es handelt sich um ein Werk des Gothaer Hofmalers Johann Heinrich Ritter, entstanden um 1720. Die „Mädlerpassage“ ist das prominenteste Beispiel der Leipziger Messehausarchitektur, die ein eigenständiger Beitrag Leipziger zur jüngeren Architekturentwicklung darstellt. Sie gehört damit zu den herausragenden Zeugnissen der für Leipzigs Entwicklung unschätzbar wichtigen Messegeschichte. Sie veranschaulicht die am Ausgang des 19. Jahrhunderts in Leipzig eingeführte, neuartige Handelsform der Mustermesse, die der Stadt ihre Bedeutung als Welthandelsplatz für weitere hundert Jahre sicherte. Sie dokumentiert den um 1900 stattfindenden Umgestaltungsprozess der Leipziger Innenstadt zur modernen City, hierdurch erlangt sie ortsentwicklungsgeschichtliche Aussagekraft. Als Werk eines für Leipzig wichtigen Architekten und durch seine hohe architektonische Qualität hat sie große baugeschichtliche und baukünstlerische Bedeutung. Zudem gehört sie zu den stadtbildprägenden Bauwerken der Leipziger Innenstadt und verkörpert damit auch einen städtebaulichen Wert. Durch die vielfältigen historischen Bezügen von „Auerbachs Hof“ bzw. „Auerbachs Keller“ hat das Objekt des Weiteren ortsgeschichtliche und kulturgeschichtliche Bedeutung. LfD/2017 | 09298264 |
| Weitere Bilder                          | Fassade eines ehemaligen Messehauses (siehe auch Petersstraße 15) | Neumarkt 16; 18 (Karte)                                       | 1949–1950 (Fassade) | Muschelkalksteinfassade in traditioneller Gestaltung mit Rückgriffen auf ältere Messe- und Geschäftsbauten der Leipziger Innenstadt, Zeugnis des unmittelbaren Nachkriegswiederaufbaus, Gebäudekomplex des Messehofes 2006 entkernt und erneuert, ortsentwicklungsgeschichtlich und baugeschichtlich von Bedeutung | 09298349 |
|                                         | Wohn- und Geschäftshaus in geschlossener Bebauung, mit Hofgebäuden | Neumarkt 24 (Karte)                                           | um 1910 (Wohn- und Geschäftshaus) | steinverkleidete Fassade im Reformstil um 1910, Pilastergliederung, geschweifter Zwerchgiebel, ortsentwicklungsgeschichtlich, baugeschichtlich und baukünstlerlisch von Bedeutung | 09298351 |
| Weitere Bilder                          | Handschwengelpumpe mit Brunnenschacht und Abdeckplatte | Neumarkt 24 (vor) (Karte)                                     | vor 1891 (Handschwengelpumpe) | Typ Großer Löwe, ortsgeschichtlich von Bedeutung | 09294780 |
|                                         | Wohn- und Geschäftshaus in geschlossener Bebauung in Ecklage (Anschriften: Neumarkt 26 und Preußergäßchen 13) | Neumarkt 26 (Karte)                                           | 1912 (Wohn- und Geschäftshaus) | abwechslungsreich gestalteter Bau mit Putz-Stein-Fassade im Reformstil um 1910 mit Jugendstileinschlag, Neumarktfront mit hohem, geschweiftem Giebel, Eckbetonung durch Erkertürmchen, ortsentwicklungsgeschichtlich, baugeschichtlich und baukünstlerisch von Bedeutung | 09298360 |
| Weitere Bilder                          | Ehemaliges Messehaus in Ecklage, heute Wohnheim (Anschriften: Neumarkt 27, Kupfergasse 2 und Magazingasse 7) | Neumarkt 27 (Karte)                                           | 1912–1913 (Messehaus) | Gebäudekomplex über L-förmigem Grundriss mit zwei überdachten Lichthöfen, Steinputzfassaden im Reformstil um 1910, teils auch Naturstein, Lisenengliederung, Betonung des dritten Obergeschosses durch erkerartige Fenstergestaltung, darüber umlaufende Balustrade, akzentuierender, teils figürlicher Bauschmuck, einer der architektonisch anspruchsvollsten Messehausbauten in Leipzig, Architekt: Alfred Stentzler, ortsentwicklungsgeschichtlich, baugeschichtlich und baukünstlerisch von Bedeutung | 09298319 |
| Direkt Bild zu diesem Denkmal hochladen | Fassade eines Wohn- und Geschäftshauses in geschlossener Bebauung (heute Teil eines Kaufhauses, Hausanschrift Kaufhaus: Petersstraße 31) | Neumarkt 28 (Karte)                                           | bezeichnet 1868 (Fassade) | schöne Putzfassade mit Stuckdekoration und Sandsteingliederungen, baugeschichtlich von Bedeutung | 09298355 |
|                                         | Fassaden und Treppenhaus eines ehemaligen Wohn- und Geschäftshauses in geschlossener Bebauung in Ecklage (Neumarkt 30), heute Teil eines Kaufhauses (Hausanschrift Kaufhaus: Petersstraße 31), im Peterskirchhof anschließend Kopiebau der Fassade des ehemaligen Hauses Peterskirchhof 3 mit Tiefgarageneinfahrt in das neue Kaufhaus, hier Reliefs, die ehemals an der Kaufhausfassade Ecke Petersstraße/Preußergäßchen angebracht waren | Neumarkt 30 (Karte)                                           | bezeichnet 1867 (Fassade), 1956 (Relief) | straßenbildprägende, historistische Putzfassade mit Stuckdekoration und Sandsteingliederungen, durch Eckerker hervorgehoben, ausgebautes Treppenhaus in Neubau wieder eingefügt, die in der Tiefgaragenzufahrt befindlichen Reliefs mit Arbeitsdarstellungen von Gisela Richter-Thiele, Zeugnisse des baubezogenen Kunstschaffens in der DDR, ortsentwicklungsgeschichtlich, baugeschichtlich sowie kunstgeschichtlich und künstlerisch von Bedeutung | 09298356 |
| Weitere Bilder                          | Geschäftshaus in geschlossener Bebauung in Ecklage (Anschriften: Neumarkt 31, 33 und Magazingasse 1) | Neumarkt 31; 33 (Karte)                                       | 1912–1913 (Geschäftshaus) | elegante Kalkstein-Putz-Fassade im Reformstil um 1910, Pilastergliederung, Eckerker und seitlich gerundete Vorlagen, akzentuierender Fassadendekor, zum Neumarkt Dachhaus mit breitem Segmentgiebel, Dachtürmchen mit Kupferverkleidung, Ladenzone, Architekt: Emil Franz Hänsel, ortsentwicklungsgeschichtliche, baugeschichtliche und baukünstlerische Bedeutung | 09298323 |
| Direkt Bild zu diesem Denkmal hochladen | Straßen- und Platzpflaster, Gehwegplatten und Granitborde zwischen Ritterstraße und Nikolaistraße | Nikolaikirchhof (Karte)                                       | 20. Jh. (Pflaster) | Zeugniswert als Beispiel eines zeittypischen historischen Straßenbelages, zudem authentischer Ort der Friedlichen Revolution von 1989, geschichtlich von Bedeutung | 09306481 |
| Weitere Bilder                          | Ehemalige Schule in Ecklage und in geschlossener Bebauung | Nikolaikirchhof 2 (Karte)                                     | 1553 (Schule) | Putzbau mit Porphyrtuffgliederungen in Renaissanceformen, ursprünglich nur achtachsig, später erweitert und leicht verändert, bis ins 19. Jahrhundert Schulbetrieb, dann unterschiedlichste Nutzungen, im Inneren historische Ausstattungs- und Gestaltungselemente erhalten, älteste Leipziger Bürgerschule, aus der eine Reihe berühmter Schüler hervorging, darunter Gottlieb Wilhelm Leibniz, Johann Gottfried Seume und Richard Wagner, ortsgeschichtliche, kulturgeschichtliche, sozialgeschichtliche und personengeschichtliche Bedeutung | 09298363 |
| Weitere Bilder                          | Kirchgemeinde- und Pfarrhaus in Ecklage und in geschlossener Bebauung | Nikolaikirchhof 3; 4 (Karte)                                  | 1886–1887 (Gemeindehaus) | reich gestaltete Putzfassade mit Porphyrtuffgliederungen, monumentaler Bau mit Betonung zum Kirchplatz durch Giebel und zwei Erker, Eckbetonung durch polygonalen Erker mit Turmhelm, Erdgeschoss mit Läden, im Stil der Deutschen Neorenaissance in Anlehnung an Alt-Leipziger Bauten, Architekt: Stadtbaurat Hugo Licht, ortsentwicklungsgeschichtlich, baugeschichtlich, baukünstlerisch und platzbildprägend von Bedeutung | 09298364 |
| Weitere Bilder                          | Kirche (mit Ausstattung) | Nikolaikirchhof 4b (Karte)                                    | 1513–1525 (Kirche), 1925 (kleine Glocke), 1734 (Seigerschelle), 1787 (Hauptaltar), um 1510 (Flügelaltar aus Niedergräfenhain)                   | spätgotische Hallenkirche mit älterer Substanz und klassizistisch umgestaltetem Innenraum, neben der Thomaskirche der bedeutendste Kirchenbau in Leipzig, stadtgeschichtlich und baugeschichtlich von überregionaler Bedeutung | 09298362 |
|                                         | Geschäftshaus in geschlossener Bebauung (Anschrift: Grimmaische Straße 21 und Nikolaikirchhof 5) | Nikolaikirchhof 5 (Karte)                                     | 1907–1908 (Geschäftshaus) | Fassaden im Reformstil um 1910, mit Jugendstilnachklängen, Steinverkleidung mit akzentuierendem Bildhauerschmuck, Lisenengliederung, zur Grimmaischen Straße reichere Ausgestaltung, Bay Windows, Ladenzone und Dachbereiche rekonstruiert, ortsentwicklungsgeschichtlich und baugeschichtlich von Bedeutung | 09298272 |
| Direkt Bild zu diesem Denkmal hochladen | Straßen- und Platzpflaster, Gehwegplatten und Granitborde zwischen Ritterstraße und Nikolaistraße | Nikolaistraße (Karte)                                         | 20. Jh. (Pflaster) | Zeugniswert als Beispiel eines zeittypischen historischen Straßenbelages, zudem authentischer Ort der Friedlichen Revolution von 1989, geschichtlich von Bedeutung | 09306481 |
| Direkt Bild zu diesem Denkmal hochladen | Erker an einem Wohnhaus (Anschrift: Grimmaische Straße 17 und Nikolaistraße 1) | Nikolaistraße 1 (Karte)                                       | 1983–1986 (Erker) | Kopie eines zweigeschossigen, reich gestalteten Runderkers in Renaissanceformen, ursprünglich am ehemaligen Fürstenhaus, Rochlitzer Porphyrtuff, geschichtlich von Bedeutung als Zeugnis der Erbepflege in der DDR Denkmaltext Mit der Anfertigung einer Kopie des Fürstenhauserkers und seiner Anbringung an einem hervorzuhebenden innerstädtischen Wohnungsbauvorhaben in der Zeit von 1976 bis 1986 sollte an eines der bekanntesten Renaissancehäuser der Messestadt erinnert werden. Jenes war im Jahr 1558 von Steinmetz und Ratsmauerer Paul Wiedemann für den Leipziger Ratsherrn Dr. Georg Roth als Wohn- und Handelshaus errichtet. Seit dem Jahr 1612, als vier Söhne des Herzogs Friedrich Wilhelm von Altenburg während des Studiums an der Universität hier wohnten, trug das Haus den Namen „Fürstenhaus“. Erkerteile des kriegszerstörten Gebäudes wurden in der Moritzbastei eingelagert und dienten – neben historischen Fotos aus dem Stadtgeschichtlichen Museum – dem Dresdner Bildhauer Werner Hempel und dessen Sohn als Vorlage für die anzufertigenden Kopie. Unterstützung leistete der VEB Denkmalpflege Leipzig, das Material ist Rochlitzer Porphyrtuff, der von den VEB Vereinigte Natursteinwerke Zöblitz geliefert wurde. Das Fürstenhaus lag dem heutigen Standort des Erkers gegenüber, das künstlerische Vorbild für den Runderker findet sich am Johann-Friedrich-Bau des Torgauer Schlosses Hartenfels. Somit besitzt der Erker eine stadtbildgestaltende, künstlerische und baugeschichtliche Bedeutung, nachdrücklich auch als Dokument der Pflege des historischen Erbes und als Ausdruck gestiegenen Interesses an stadthistorischen und denkmalpflegerischen Belangen in der DDR. | 09303664 |
| Direkt Bild zu diesem Denkmal hochladen | Bürogebäude in Ecklage, ehemalige Apotheke (Anschrift: Grimmaische Straße 19 und Nikolaistraße 2), mit Wandbild im Innern und mit älterem Hauszeichen | Nikolaistraße 2 (Karte)                                       | 1976–1983 (Bürogebäude), 1978–1983 (Wand- und Deckenbild)                                                                                       | Glas-Metall-Rasterfassade als Vorhangfassade, im Stil der Moderne, ehemals Bezirksapotheke mit Wandbild »Flora in der Waage«, barockes Hauszeichen eines goldenen Löwen, baugeschichtliche und ortsentwicklungsgeschichtliche Bedeutung, sozialgeschichtlicher Wert | 09302373 |
| Weitere Bilder                          | Ehemaliger Messepalast in geschlossener Bebauung mit Passage (Anschriften: Nikolaistraße 3/5/7/9, Reichsstraße 4/6 und Schuhmachergäßchen 2), Brunnen sowie Gedenktafeln Roderich Benedix und Siegfr. Aug. Mahlmann | Nikolaistraße 3; 5; 7; 9 (Karte)                              | 1908–1909 (Messehaus); Gedenktafel für den Lustspieldichter Roderich Benedix (Gedenktafel); Für den Dichter Siegrf. Aug. Mahlmann (Gedenktafel) | in drei Abschnitten errichteter Eisenbetonskelettbau mit steinverkleideten Fassaden im Reformstil um 1910, akzentuierender Bildhauerschmuck in Stein und Metall, Ergänzungsbau am Nikolaikirchhof durch eigenständige Gestaltung und turmartige Überhöhung von den älteren Gebäudeteilen etwas abgesetzt, Passagensystem mit drei Lichthöfen, diese teils im historischen Sinn, teils modern gestaltet, im Lichthof A vom Vorgängerbau stammende Gedenktafel für den Lustspieldichter Roderich Benedix (1811–1873), Architekt: Emil Franz Hänsel, ortsentwicklungsgeschichtlich, baugeschichtlich und baukünstlerisch sowie personengeschichtlich von Bedeutung | 09298368 |
| Weitere Bilder                          | Geschäftshaus in geschlossener Bebauung, mit Hofgebäude | Nikolaistraße 12; 14 (Karte)                                  | 1911–1912 (Geschäftshaus) | Steinputzfassade im Reformstil um 1910, unterer Bereich mit Bogenstellungen, darüber geschossverbindende Pilastergliederung, breit gelagertes Zwerchhaus, Architekt: Emil Franz Hänsel, baugeschichtlich, baukünstlerisch und ortsentwicklungsgeschichtlich von Bedeutung | 09298365 |
| Weitere Bilder                          | Wohnhaus in geschlossener Bebauung, mit Hofgebäude | Nikolaistraße 16 (Karte)                                      | bezeichnet 1855 (Wohn- und Geschäftshaus) | Putzfassade in historistischen Formen, teils rekonstruiert, geschossweise Pilastergliederung, Erdgeschoss Ladenzone mit Durchgang, baugeschichtlich, baukünstlerisch und ortsentwicklungsgeschichtlich von Bedeutung | 09298370 |
| Weitere Bilder                          | Hauszeichen | Nikolaistraße 18 (Karte)                                      | bezeichnet 1832 (Hauszeichen) | Steintafel mit springendem Pferd, Initialen und Datierungen, ortsgeschichtliche Bedeutung | 09298371 |
| Weitere Bilder                          | Geschäftshaus in geschlossener Bebauung, mit Teilen der Hofbebauung und rückwärtigem Gebäude an der Ritterstraße (Anschriften: Nikolaistraße 20, 22 und Ritterstraße 23, 25) | Nikolaistraße 20; 22 (Karte)                                  | 1895–1897 (Geschäftshaus) | Geschäftshauskomplex über unregelmäßigem Grundriss, Straßenfassaden zur Nikolaistraße und zur Ritterstraße mit Sandsteinverkleidung in kräftigen neubarocken Formen als Reminiszenz auf die lokale Bautradition, Fassadengestaltung des Durchgangshofes schlichter mit Putz- und Klinkergliederungen, ursprünglich vorwiegend Pelzhandelshaus, heute Wohn- und Geschäftshaus, Architekt: Max Pommer, ortsentwicklungsgeschichtlich, baugeschichtlich und baukünstlerische Bedeutung | 09298382 |
|                                         | Geschäftshaus in geschlossener Bebauung, mit Hofflügel | Nikolaistraße 25 (Karte)                                      | 1913 (Geschäftshaus) | Eisenbetonbau mit Steinputzfassade im Reformstil um 1910/15, asymmetrische Gliederung mit seitlichem Erker und gegenständigem Zwerchhaus, stiltypischer, akzentuierender Schmuck, ursprünglich Rauchwarenhandlung, Architekt: Johann Gustav Pflaume, ortsentwicklungsgeschichtlich und baugeschichtlich von Bedeutung | 09298372 |
| Weitere Bilder                          | Geschäftshaus in geschlossener Bebauung, mit Hofgebäuden und Bildnismedaillon im Durchgang zum Hof | Nikolaistraße 27; 29 (Karte)                                  | 1910–1911 (Geschäftshaus), 1910–1911 (Relief)                                                                                                   | reich gegliederte Steinfassade im Reformstil um 1910/15, Erdgeschoss mit Granitverkleidung als Ladenzone mit repräsentativem Durchgang, Obergeschosse mit Kalksteinverkleidung, durch schlanke Lisenen zusammengefasst und durch Erker gleichmäßig rhythmisiert, stiltypische Schmuckformen, Tiermasken als Verweis auf die ursprüngliche Nutzung als Handelshaus für Pelzwaren, in der Mittelachse Bildnismedaillon des Luftschiffpioniers Graf Ferdinand von Zeppelin, Architekt: Johann Gustav Pflaume, ortsentwicklungsgeschichtlich, baugeschichtlich und baukünstlerisch von Bedeutung | 09298373 |
| Weitere Bilder                          | Geschäftshaus in geschlossener Bebauung, mit Hofbebauung um zwei Innenhöfe | Nikolaistraße 28; 30; 32 (Karte)                              | bezeichnet 1907 (Geschäftshaus) | ausgedehnter Geschäftshauskomplex auf unregelmäßigem Grundriss, reiche, symmetrisch gegliederte Sandstein-Putz-Fassade in Formen des Neubarocks mit Jugendstileinschlag, Obergeschosse durch Kolossalpilaster zusammengefasst, deutlich betonte Mittelachse mit Durchgang und aufwändigem Fassadenschmuck zum Thema Industrie und Handel, seitliche Fensterachsen als sehr transparent wirkende Bay Windows gestaltet, Innenhöfe mit weiß-blauer Wandkachelverkleidung, ursprüngliche Nutzung als Pelzhandelshaus, ortsentwicklungsgeschichtlich, baugeschichtlich und baukünstlerisch von Bedeutung | 09298374 |
| Direkt Bild zu diesem Denkmal hochladen | Mietshaus in geschlossener Bebauung | Nikolaistraße 31 (Karte)                                      | 1985–1989 (Mietshaus) | Lückenschließungsbau in Plattenbauweise, mit Läden, qualitätvolles Zeugnis innerstädtischen Bauens Ende der 1980er Jahre als Teilvorhaben zum Gesamtvorhaben Wohnungsbau im Stadtzentrum Leipzig, baugeschichtlich und ortsentwicklungsgeschichtlich von Bedeutung Denkmaltext Der bemerkenswerte Montagebau ist ein Bestandteil des Gesamtvorhabens „Wohnungsbau im Stadtzentrum Leipzig“ und entstand 1988–1990 als Lückenschließung im Rahmen des komplexen Wohnungsbaues mit gesellschaftlicher Nutzung der Erdgeschoßzone. Ein Standorterlaß datiert bereits aus dem Jahr 1985, die Pläne stammen von 1987. Investauftraggeber war der Aufbaustab beim Rat des Bezirkes Leipzig, die Standortbestätigung erteilte im April 1988 die Staatliche Plankommission des Ministerrates der DDR. Als Generalauftragnehmer und Generalprojektant fungierte der VEB Baukombinat Leipzig. Geplant waren 49 Wohneinheiten und eine gut 130 Quadratmeter große Verkaufsstelle für Fleisch- und Wurstwaren. Die Verkaufsfläche konnte vergrößert werden, da auf eine zunächst beabsichtigte Wiederherstellung des Goldhahngäßchens (und somit einen Durchgang) wegen des bereits stehenden Hauses Reichsstraße 16-18 verzichtet wurde. Drei Bäume des über die Jahre begrünten Trümmergrundstücks erfuhren ihre Umsetzung in die Schwanenteichanlage an der Goethestraße. Die Qualität des aus vorgefertigten Plattenelementen gefügten Neubaus resultiert insbesondere aus einer größtmöglichen Anpassung an die angrenzende historische Bebauung mit einheitlicher Fluchtlinie, angepasster Traufhöhe sowie einer Fortführung der die geschlossene Häuserfront rhythmisierenden vertikalen Gliederung durch vorstehende Erker und Loggienarchitekturen. Für die Oberflächen fiel die Wahl neben der normalen „Plattenoptik“ auf eine recht zurückhaltende farbige Gestaltung: lediglich zwei Keramikplattenformate in Braun und dunklem Rot fanden Verwendung. Türen und Fenster des Erdgeschosses bestanden aus eloxiertem Aluminium. Als eines der letzten zu Ende geführten volkseigenen Wohnungsbauvorhaben im Leipziger Stadtzentrum und als Lückenschließungsbau in Montagebauweise besitzt das Gebäude einen baugeschichtlichen und ortsentwicklungsgeschichtlichen Wert. LfD/2015 | 09305886 |
| Weitere Bilder                          | Geschäftshaus in geschlossener Bebauung, mit Hofflügel | Nikolaistraße 33; 35; 37 (Karte)                              | 1912–1914 (Geschäftshaus) | Eisenbetonbau mit Putzfassade im Reformstil um 1910/15, kräftige, zu Monumentalisierung neigende Gliederung mit Kolossalpilastern und vorgewölbten Fensterachsen, Hauseingang nördlich, betont durch Erker in den Obergeschossen, ursprünglich Pelzhandelshaus, Architekt: Johann Gustav Pflaume, ortsentwicklungsgeschichtlich und baugeschichtlich von Bedeutung | 09298375 |
| Weitere Bilder                          | Geschäftshaus in geschlossener Bebauung, mit Hofflügel | Nikolaistraße 36 (Karte)                                      | 1910–1911 (Geschäftshaus) | Eisenbetonbau mit Steinfassade im Reformstil um 1910 mit Jugendstileinschlag, Mittenbetonung durch Erker, akzentuierender Bauschmuck, insbesondere zwei Reiterfiguren in Kupfertreibarbeit (Putten auf Geißböcken), ursprünglich Rauchwarenhandelshaus mit Gaststätte im Erdgeschoss, Architekt: Alfons Berger, ortsentwicklungsgeschichtliche, baugeschichtliche und künstlerische Bedeutung | 09298376 |
| Direkt Bild zu diesem Denkmal hochladen | Geschäftshaus in geschlossener Bebauung | Nikolaistraße 38 (Karte)                                      | 1897–1898 (Geschäftshaus) | Sandsteinfassade in späthistoristischen Formen, weitgehend mit Fensterflächen geöffnet, ehemals Zwerchgiebel als Abschluss, ortsentwicklungsgeschichtlich und baugeschichtlich von Bedeutung | 09298377 |
| Weitere Bilder                          | Geschäftshaus in geschlossener Bebauung, mit Hofgebäuden | Nikolaistraße 39; 43; 45 (Karte)                              | 1911–1912 (Geschäftshaus) | Eisenbetonbau mit Kalksteinfassade, betont vertikale Fassadengliederung mit pilasterartigen Stützen und sich vorwölbenden Fensterachsen, akzentuierender Bauschmuck, Durchgang in der Mitte durch Hauszeichen in Kartusche hervorgehoben, ursprünglich Pelzgewerbehaus mit Ladenzone, Architekt: Alfred Stenzler, ortsentwicklungsgeschichtlich, baugeschichtlich und baukünstlerisch von Bedeutung | 09298378 |
| Direkt Bild zu diesem Denkmal hochladen | Geschäftshaus in geschlossener Bebauung in Ecklage (Anschriften: Brühl 54 und Nikolaistraße 40) | Nikolaistraße 40 (Karte)                                      | 1909–1910, unter Einbeziehung eines Baues von 1896 (Geschäftshaus)                                                                              | aufwändig gegliederte Kalksteinfassade im Reformstil um 1910, Eckbetonung durch Erker und Eckturm, Ladenzone, ortsentwicklungsgeschichtliche, baugeschichtliche, baukünstlerische und städtebauliche Bedeutung Denkmaltext 1909–1910 nach Plänen des Leipziger Architekten Wilhelm Becker errichtetes Pelzhandelsgeschäftshaus, Bauherren waren die Rauchwarenhändler Gebr. Felsenstein, in das Neubauprojekt wurde das 1896–1897 nach Entwurf Curt Nebels errichtete Geschäftshaus Nikolaistraße 40 einbezogen. Sanierung 2000/2001. Fünfgeschossiges Gebäude über annähernd quadratischem Grundriss,in der Südostecke kleiner Lichthof. Charakteristisch die strenge Rasteraufteilung der der mit Muschelkalkstein verkleideten Fassade, die auf die zeit- und arttypische Konstruktionsweise als Skelettbau verweist. Eine aufwändige Bauornamentik (Tiermotive, allegorische Darfstellungen, Putten und Masken) der Fa. Wilhelm und Bruno Wollstädter bereichert das Fassadenbild und trägt entscheidend zur noblen Gesamterscheinung des Gebäudes bei. Der herausgehobenen städtebaulichen Situation an der Einmündung der Nikolaistraße wird durch die Eckbetonung mit Erkern und Turmaufsatz mit Spitzhaube Rechnung getragen. In Innern historische Ausstattungs- und Schmuckelementem, darunter Stuckreliefs und Glasmalereien, die wie der Fassadendekor unter anderem auf die Zweckbestimmung des Gebäudes als Geschäftshaus des Pelzhandels verweisen. Das Gebäude ist ein markantes Zeugnis für den um 1900 stattfindenden Umgestaltungsprozess der Leipziger Innenstadt zur modernen City und hat damit ortsentwicklungsgeschichtliche Aussagekraft. Es dokumentiert auch den früheren Stellenwert Leipzigs als europäisches Zentrum des Pelzhandels. Als herausgehobenes Beispiel des Geschäftshausbaues im frühen 20. Jh. mit hoher gestalterischer Qualität ist es baugeschichtlich und baukünstlerisch von Bedeutung. Im Zusammenspiel mit dem gegenüberliegenden Haus Gloeck bildet es überdies eine prägnante Eingangssituation zur Nikolaistraße von städtebaulichem Wert. LfD/2013 | 09298229 |
| Weitere Bilder                          | Hotel in geschlossener Bebauung in Ecklage (Anschriften: Richard-Wagner-Straße 7 und Nikolaistraße 42) | Nikolaistraße 42 (Karte)                                      | 1913 (Hotel) | markant gegliederte Putzfassade, charakteristischer Bau zwischen Späthistorismus und Reformstil, baugeschichtlich und ortsentwicklungsgeschichtlich von Bedeutung, platzbildprägende Lage gegenüber dem Hauptbahnhof | 09298280 |
| Weitere Bilder                          | Geschäftshaus in geschlossener Bebauung, mit Hofgebäuden | Nikolaistraße 47; 49; 51 (Karte)                              | 1907–1908 (Geschäftshaus) | Stahlbetonbau mit stark geöffneter Fassade in Formen des Reformstils um 1910, auch Jugendstileinflüsse, unterer Teil mit Majolikaverkleidung, oberer Teil in Stein, Schmuckelemente teils in Kupfer getrieben, teils Steinarbeit, seitlich gelegener Hauseingang durch Erker betont, Hof mit charakteristischer Kachelverkleidung in Blautönen, ehemals Pelzgewerbehaus mit Ladenzone, Architekten: Alfons Berger und Georg Heinsius von Mayenburg, ortsentwicklungsgeschichtlich, baugeschichtlich und baukünstlerisch von Bedeutung | 09298379 |
| Weitere Bilder                          | Geschäftshaus in heute halboffener Bebauung in Ecklage | Nikolaistraße 55 (Karte)                                      | 1912–1913 (Geschäftshaus) | markanter Eckbau mit Kalksteinfassade im Reformstil um 1910/15, strenge Gliederung mit kannelierten Pilastern in den Hauptgeschossen, Erdgeschoss Ladenzone, Hauseingang in der Nikolaistraße mit Hauszeichen und Inschrift, Mansarddach als Eckbetonung leicht überhöht, Hechtgaupen, ursprünglich überwiegend Nutzung als Pelzgewerbehaus, Architekt: Emil Franz Hänsel, ortsentwicklungsgeschichtlich, baugeschichtlich und baukünstlerisch von Bedeutung | 09298380 |
| Weitere Bilder                          | Geschäftshaus in ehemals geschlossener Bebauung und in Ecklage | Nikolaistraße 57; 59 (Karte)                                  | 1913–1914 (Geschäftshaus) | aufwändig gegliederte Muschelkalksteinfassade im Reformstil der Zeit um 1910, durch kräftige Rustika Hang zur Monumentalisierung, Akzente durch mehrere Erker und reichen Bauschmuck, Pelzgewerbehaus mit Ladenzone, Architekt: Emil Franz Hänsel, ortsentwicklungsgeschichtlich, baugeschichtlich und baukünstlerisch von Bedeutung, platzbildprägende Lage gegenüber dem Hauptbahnhof | 09298381 |
| Direkt Bild zu diesem Denkmal hochladen | Ehemaliges Messehaus in geschlossener Bebauung und in Ecklage (Anschriften: Petersstraße 39/41 und Peterskirchhof 1), mit älterem Kastenerker und Hauszeichen »Goldener Hirsch« vom ehemaligen Grundstück Nr. 37 | Peterskirchhof 1 (Karte)                                      | bezeichnet 1914–1916 (Messehaus) | Stahlbetonskelettbau mit Muschelkalksteinfassade im Reformstil um 1910/15, erstes Obergeschoss mit vorkragenden Fenstern und reichem Dekor, darüber geschossübergreifende Pilastergliederung, hohe Schweifgiebel in Anlehnung an die Leipziger Renaissancearchitektur, Architekt: Leopold Stentzler, im Innenhof aufwändig geschmückter barocker Kastererker von 1690 des Vorgängerbaus, ortsentwicklungsgeschichtlich, baugeschichtlich und baukünstlerisch von Bedeutung | 09298389 |
| Direkt Bild zu diesem Denkmal hochladen | Ehemaliges Bankgebäude (Anschrift: Petersstraße 43) in halboffener Bebauung in Ecklage, mit Ladenanbau und originaler Ladeneinrichtung einer ehemaligen Kaffeerösterei, sowie Einfriedung, Toreinfahrt und Nebengebäude am Peterskirchhof (Anschrift: Peterskirchhof 2) | Peterskirchhof 2 (Karte)                                      | 1886–1887 (Bankgebäude) | historistischer Bau zwischen Peterskirchhof und Schillerstraße, mit Sandsteinfassade im Stil italienischer Renaissancepaläste, zwischen Ladenanbau (ehemalige Kaffeerösterei »Kaffee-Richter«) und Nebengebäude am Peterskirchhof kleiner, durch gemauerte Einfriedung abgeschlossener Hof, Architekt: Max Hasak, Ladenausstattung ebenfalls in historistischen Formen, ortsentwicklungsgeschichtlich, baugeschichtlich und baukünstlerisch von Bedeutung | 09298386 |
| Direkt Bild zu diesem Denkmal hochladen | Fassaden und Treppenhaus eines ehemaligen Wohn- und Geschäftshauses in geschlossener Bebauung in Ecklage (Neumarkt 30), heute Teil eines Kaufhauses (Hausanschrift Kaufhaus: Petersstraße 31), im Peterskirchhof anschließend Kopiebau der Fassade des ehemaligen Hauses Peterskirchhof 3 mit Tiefgarageneinfahrt in das neue Kaufhaus, hier Reliefs, die ehemals an der Kaufhausfassade Ecke Petersstraße/Preußergäßchen angebracht waren | Peterskirchhof 3 (Karte)                                      | bezeichnet 1867 (Fassade), 1956 (Relief) | straßenbildprägende, historistische Putzfassade mit Stuckdekoration und Sandsteingliederungen, durch Eckerker hervorgehoben, ausgebautes Treppenhaus in Neubau wieder eingefügt, die in der Tiefgaragenzufahrt befindlichen Reliefs mit Arbeitsdarstellungen von Gisela Richter-Thiele, Zeugnisse des baubezogenen Kunstschaffens in der DDR, ortsentwicklungsgeschichtlich, baugeschichtlich sowie kunstgeschichtlich und künstlerisch von Bedeutung | 09298356 |
|                                         | Wohn- und Geschäftshaus in geschlossener Bebauung in Ecklage (Anschriften: Schillerstraße 3 und Peterskirchhof 4) | Peterskirchhof 4 (Karte)                                      | 1861–1862 (Wohn- und Geschäftshaus) | repräsentativer Putzbau in Formen der Neurenaissance, Sandsteingliederungen, Attikaabschluss, ortsentwicklungsgeschichtlich, baugeschichtlich und baukünstlerisch von Bedeutung Denkmaltext 1861–1862 für Konsul Dr. Friedrich Gustav Schulz als Wohn- und Geschäftshaus errichtet, mit der Ausführung war Maurermeister Heinrich Pausch beauftragt. 1907 mit der Übernahme durch die Hypothektenbank AG verschiedene Umbauarbeiten, u. a. Einbau eines elektrischen Aufzugs der Fa. Schelter & Giesecke. Das Gebäude diente nun vorrangig Geschäftszwecken. Der viergeschossige Bau steht wirkungsvoll an der Einmündung des Neumarkts. Seine reich geschmückten, symmetrisch unterteilten Fassaden sind im Stil der Neurenaissance, angelehnt an Vorbilder der italienischen Palazzoarchitektur, gestaltet. Als seitliche Einfassung dienen flache Vorlagen, deren Gliederungselemente von Geschoss zu Geschoss unterschiedlich sind. An den Hauptfronten zur Schillerstraße und zum Neumarkt Betonung der Mitte durch Balkone mit Steinbalustrade oder kunstvollem Schmiedeeisengitter. Die Fenster, deren Rahmungen aus Sandstein bestehen und teils stiltypischem Steinmetzschmuck tragen, sind vielfach gekuppelt. Das seit Anfang als Geschäftszone eingerichtete Erdgeschoss weitgehend in großen rundbogig oder gerade geschlossenen Schaufenstern geöffnet, zwischen der Fensterreihe zur Schillerstraße liegt mittig der Hauszugang. Über dem ausladenden Kranzgesims eine Attika als oberer Abschluss. Das Gebäude ist Teil der nach Abbruch der Stadtmauer in diesem Bereich (ab 1860) entstandenen Bebauung von repräsentativen Wohn- und Geschäftshäusern, die sich mit ihren Schaufassaden stadtauswärts richteten. Es dokumentiert damit die städtebauliche Öffnung der Altstadt und markiert auch den Beginn für deren Umgestaltung zu einem modernen Geschäftszentrum. Aus diesen Aspekten leitet sich der stadtentwicklungsgeschichtliche Aussagewert des Hauses ab. Als sehr qualitätvolles Beispiel der Leipziger Baukunst im Stil der Neurenaissance hat es baugeschichtliche und baukünstlerische Bedeutung. LfD/2014 | 09298358 |
| Weitere Bilder                          | Fassade eines ehemaligens Messehauses (ohne vorgehangene Glasfront) in geschlossener Bebauung, sowie Eingangsbereich mit erhaltener Natursteinverblendung und sogenannter Pilzsäule (siehe auch Neumarkt 16/18) | Petersstraße 15 (Karte)                                       | 1949–1950 (Fassade), 1949–1950 (Relief) | Muschelkalksteinfassade in traditioneller Gestaltung mit Rückgriffen auf ältere Messe- und Geschäftsbauten der Leipziger Innenstadt, Zeugnis des unmittelbaren Nachkriegswiederaufbaus, Gebäudekomplex des Messehofes 2006 entkernt und unter Einbeziehung der Eingangsgestaltung mit Reliefsäule von Alfred Thiele (Thema Arbeit und Handel) erneuert, ortsentwicklungsgeschichtlich, baugeschichtlich und künstlerisch von Bedeutung | 09298350 |
| Weitere Bilder                          | Geschäftshaus in geschlossener Bebauung (Petersstraße 16, Zugang über Thomaskirchhof 8) | Petersstraße 16 (Karte)                                       | 1912–1913 (Geschäftshaus) | Stahlbetonbau mit Putzfassade in Formen des ausklingenden Historismus mit Einflüssen der Reformarchitektur um 1910, gleichmäßiges Fensterraster, geschossweise Gliederung durch genutete Pilaster, Zwerchhaus, Architekt: Julius Zeißig, ortsentwicklungsgeschichtliche und baugeschichtliche Bedeutung | 09298390 |
| Weitere Bilder                          | Geschäftshaus in geschlossener Bebauung, mit Hofgebäude | Petersstraße 18 (Karte)                                       | 1909–1910 (Geschäftshaus) | Sandsteinfassade im Reformstil um 1910 mit Jugendstilnachklängen, fast über die gesamte Fassadenbreite dreigeschossiger, stark geöffneter Erker, darüber geschweifter Giebel, akzentuierender Dekor, ortsentwicklungsgeschichtliche und baugeschichtliche Bedeutung | 09298391 |
| Weitere Bilder                          | Fassade und Lichthof sowie Rest der spindelförmigen Treppenanlage eines ehemaligen Messehauses in geschlossener Bebauung | Petersstraße 20 (Karte)                                       | bezeichnet 1927–1929 (Fassade) | Travertinfassade in gemäßigt modernen Formen der 1920er Jahre, prägendes Element die kantig vortretenden Fensterrahmungen, etwas veränderter Lichthof mit Siegersdorfer Keramikverkleidung, Architekt: Alfred Liebig, 1938 entfernte Fassadenfiguren in 1990er Jahren neu geschaffen, eine Originalfigur in Leipzig-Leutzsch, Philipp-Reis-Straße 3, erhalten, ortsentwicklungsgeschichtlich, baugeschichtlich und baukünstlerisch von Bedeutung | 09298238 |
|                                         | Geschäftshaus in geschlossener Bebauung | Petersstraße 22 (Karte)                                       | 1910–1911 (Geschäftshaus) | über zweigeschossiger Ladenzone Putzfassade mit kupferverkleidetem Erker, ansprechende Gestaltung im Reformstil um 1910/15, Architekt: Theodor Kösser, ortsentwicklungsgeschichtlich und baugeschichtlich von Bedeutung Denkmaltext Das viereinhalbgeschossige Geschäftshaus wurde 1910/11 für den Hoffriseur H. Balke errichtet, die Pläne lieferte der für Leipzig bedeutende Architekt Theodor Kösser (1854–1929). Es handelt sich um ein schmales fünfgeschossige Gebäude in Stahlbetonkonstruktion mit Mansarddach. Trotz der geringen Breite behauptet sich die Fassade im Straßenraum durch eine originelle Gestaltung. Erdgeschoss und ersten Obergeschoss treten durch einen verandartigen, metallenen Vorbau deutlich hervor, wodurch ihre Nutzung als Ladenbereich unterstrichen wird. Darüber erhebt sich der obere verputzte Fassadenteil, dessen Mitte durch einen mit Kupferblech verkleideten Runderker betont ist. Für das abschließende Halbgeschoss dient der Erker als Austritt, dessen Brüstung die typischen, stilisierten Formen der Reformarchitektur um 1910 aufweist. Als Gegensatz zum Erker sind die Außenachsen weitgehend schlicht gehalten und nur mit einfachen Spiegeln in den Brüstungsfeldern geschmückt. Die Gaupen des Mansarddachs sind in Anlehnung an die barocken Bürgerhäuser Leipzigs gestaltet. Die Räume der Obergeschosse über der Ladenzone waren von Anfang als vermietbare Geschäftslokale konzipiert. Das Objekt ist Teil der Bebauung in der Leipziger Innenstadt, die um 1900 im Zuge von deren Umgestaltung zum modernen Geschäfts- und Handelszentrum entstand und die heute das innerstädtische Bild entscheidend prägt. Als Zeugnis dieser wichtigen Etappe für die Bauentwicklung hat es einen ortsentwicklungsgeschichtlichen Aussagewert. Aufgrund der Autorschaft und der originellen Ausprägung ist es auch baugeschichtlich von Bedeutung. LfD/2016 | 09298392 |
| Weitere Bilder                          | Ehemaliges Messehaus in geschlossener Bebauung und in Ecklage | Petersstraße 26 (Karte)                                       | 1920 (Messehaus) | Putzfassade in traditionalistischen Formen mit Nachklängen des Reformstils um 1910/15, akzentuierender Bauschmuck, im Erdgeschoss modern erneuerter Vorbau, vor zweitem Obergeschoss flacher Balkon, breite Gaupe mit Kugelbekrönung, Architekt: Otto Droge, ortsentwicklungsgeschichtlich und baugeschichtlich von Bedeutung | 09298394 |
| Weitere Bilder                          | Wohn- und Geschäftshaus in geschlossener Bebauung, mit Hofgebäuden | Petersstraße 30 (Karte)                                       | 1884–1885 (Wohn- und Geschäftshaus) | Klinker-Sandstein-Fassade in Formen der Neurenaissance, ortsentwicklungsgeschichtliche und baugeschichtliche Bedeutung Denkmaltext Das Wohn- und Geschäftshaus entstand 1884/85 nach Plänen des Architekturbüros Pfeifer & Händel. Bauherr war der Kaufmann Emil Dreßler (Ofen-, Guss- und Eisenwarengeschäft). 1907–1909 erfolgte ein Umbau der Erdgeschosszone durch das Architekturbüro Händel & Franke. In DDR-Zeiten kam es zu weiteren Umbauten im unteren Fassadenbereich. Das fünfgeschossige Gebäude ist im Erdgeschoss und im ersten Obergeschoss durch die jüngeren Veränderungen geprägt. Beide Geschosse sind für Geschäftszwecke genutzt, die Ladenfront hat eine moderne Gestaltung, die darüberliegenden drei Ausluchten (Bay Windows) mit geschwungener Überdachung gehen offenbar auf den Umbau 1907–1909 zurück. In den oberen Geschossen zeigt der Bau seine ursprüngliche Sandstein-Klinker-Fassade in Formen der Neurenaissance. Diese ist reich gegliedert und ausgeschmückt. Im zweiten Obergeschoss sind die Fenster gekuppelt und mit Segmentverdachungen versehen. Dieser Bereich war zeitweilig verändert und ist bei der letzten Sanierung auf die ursprünglich Form zurückgeführt worden. In den darauffolgenden Geschossen nimmt der Schmuckaufwand noch zu. Die Dekoration besteht aus zeit- und stiltypischen Elementen wie Masken, Hermenpilastern, Schuppenkonsolen und Diamantierungen. Auffällig sind auch das kräftige Sohlbankgesims im fünften Obergeschoss und das ausladende Traufgesims. Der Wechsel der Fensterform zwischen den beiden Geschossen von geradem zu bogigem Abschluss ist bei zeitgleichen Bauten öfters festzustellen. Zu dem Grundstück gehört eine zweiseitige Hofbebauung und ein schmaler Hofraum. Das Gebäude verweist auf die sich um 1900 vollziehende Umformung der Leipziger Innenstadt zum modernen Geschäftszentrum, hierdurch erlangt es ortsentwicklungsgeschichtliche Aussagekraft. Als typisches Beispiel für den Wohn- und Geschäftshausbau des Historismus ist es baugeschichtlich von Bedeutung, dabei steht es auch für die Tätigkeit des Architekturbüros Pfeifer & Händel, das in dieser Zeit im Leipziger Baugeschehen eine wichtige Rolle spielte. LfD/2017 | 09298396 |
| Weitere Bilder                          | Drei Fassaden eines Kaufhauses (Anschriften: Petersstraße 31, Preußergäßchen 2 und Neumarkt o. Nr.) sowie eiserner Kandelaber im Hof | Petersstraße 31 (Karte)                                       | 1914–1915 (Fassade) | Sandsteinfassade im Reformstil um 1915 mit Neigung zum Neuklassizismus, betont vertikale Gliederung, akzentuierender Bauschmuck, teils figürlich, teils ornamental, Architekt: Philipp Schaefer, ortsentwicklungsgeschichtliche, baugeschichtliche und baukünstlerische Bedeutung | 09298353 |
| Weitere Bilder                          | Ehemaliges Messehaus in geschlossener Bebauung | Petersstraße 32; 34 (Karte)                                   | 1914–1916 (Messehaus) | Putzfassade im Reformstil um 1915, Natursteingliederungen, Fensterrahmungen teils reich dekoriert, seitlich gelegener Hauseingang durch mit figürlichem Schmuck aufwändig ausgestalteten Erker hervorgehoben, ortsentwicklungsgeschichtlich und baugeschichtlich von Bedeutung | 09298397 |
| Weitere Bilder                          | Ehemaliges Messehaus in geschlossener Bebauung und in Ecklage (Anschriften: Petersstraße 39/41 und Peterskirchhof 1), mit älterem Kastenerker und Hauszeichen »Goldener Hirsch« vom ehemaligen Grundstück Nr. 37 | Petersstraße 39; 41 (Karte)                                   | bezeichnet 1914–1916 (Messehaus) | Stahlbetonskelettbau mit Muschelkalksteinfassade im Reformstil um 1910/15, erstes Obergeschoss mit vorkragenden Fenstern und reichem Dekor, darüber geschossübergreifende Pilastergliederung, hohe Schweifgiebel in Anlehnung an die Leipziger Renaissancearchitektur, Architekt: Leopold Stentzler, im Innenhof aufwändig geschmückter barocker Kastererker von 1690 des Vorgängerbaus, ortsentwicklungsgeschichtlich, baugeschichtlich und baukünstlerisch von Bedeutung | 09298389 |
| Weitere Bilder                          | Ehemaliges Bankgebäude (Anschrift: Petersstraße 43) in halboffener Bebauung in Ecklage, mit Ladenanbau und originaler Ladeneinrichtung einer ehemaligen Kaffeerösterei, sowie Einfriedung, Toreinfahrt und Nebengebäude am Peterskirchhof (Anschrift: Peterskirchhof 2) | Petersstraße 43 (Karte)                                       | 1886–1887 (Bankgebäude) | historistischer Bau zwischen Peterskirchhof und Schillerstraße, mit Sandsteinfassade im Stil italienischer Renaissancepaläste, zwischen Ladenanbau (ehemalige Kaffeerösterei »Kaffee-Richter«) und Nebengebäude am Peterskirchhof kleiner, durch gemauerte Einfriedung abgeschlossener Hof, Architekt: Max Hasak, Ladenausstattung ebenfalls in historistischen Formen, ortsentwicklungsgeschichtlich, baugeschichtlich und baukünstlerisch von Bedeutung | 09298386 |
| Weitere Bilder                          | Wohn- und Geschäftshaus in geschlossener Bebauung, mit Hofgebäude | Petersstraße 46 (Karte)                                       | 1887–1888 (Wohn- und Geschäftshaus) | opulente Sandsteinfassade in schweren historistischen Formen, renaisssancistische und barockisierende Dekoration, Balkon mit schmiedeeisernem Gitter, ortsentwicklungsgeschichtliche und baugeschichtliche Bedeutung Denkmaltext 1887/88 im Auftrag Carl Schwarzburgers durch den Leipziger Architekten Gustav Strauß errichtetes Wohn- und Geschäftshaus. 1909 ging der Bau in den Besitz des Gymnasialoberlehrers Dr. phil. Karl Willibald Steuer über und 1919 in den der offenen Handelsgesellschaft Lehmann & Leichsenring in Dresden. Inneres und Schaufenstergestaltung mehrfach verändert. Der viergeschossige Bau wendet sich mit einer schmalen, aber reich dekorierten Sandsteinfassade der Petersstraße zu. Erdgeschoss und erstes Obergeschoss sind als Bereiche der Geschäftsnutzung durch Balkon von den darüberliegenden Wohngeschossen getrennt und mit schweren Rustikaformen gestaltet. Die Wohngeschosse mit Pilastergliederung zusammengefasst, als Fassadenbekrönung Zwerchgaupe mit Schweifgiebel und Säulenrahmung in Porphyrtuff. Der üppige Fassadenschmuck teils in allgemeinen historistischen Formen der zeittypischen Neurenaissance, teils in barockisierender Gestaltung mit Bezügen zum bedeutenden Leipziger Bürgerhausbau der Barockzeit. Rückwärtig Treppenhaus mit halbrunder Treppe sowie Seitenflügel und kleiner Hofraum. Das Gebäude ist ein Zeugnis für die sich um 1900 vollziehende Umformung der Leipziger Innenstadt zum modernen Geschäftszentrum, hierdurch erlangt es ortsentwicklungsgeschichtliche Aussagekraft. Als charakteristisches und ansprechendes Beispiel für den Wohn- und Geschäftshausbau des Historismus ist es baugeschichtlich von Bedeutung. LfD/2014 | 09298398 |
| Weitere Bilder                          | Fassaden eines Wohn- und Geschäftshauses in geschlossener Bebauung in Ecklage (Petersstraße 48 und Schloßgasse 2, 4) sowie Ausstattung des Eingangsbereiches | Petersstraße 48 (Karte)                                       | 1887–1888 (Fassade) | Putzfassade mit reichen Steingliederungen im Stil der deutschen Neorenaissance, Architekt: Arwed Roßbach, Geburtshaus des Leipziger Künstlers Max Klinger, ortsentwicklungsgeschichtlich, baugeschichtlich und baukünstlerisch sowie kunstgeschichtlich von Bedeutung Denkmaltext 1887/88 für den Seifen- und Parfümeriefabrikanten Heinrich Louis Klinger nach Entwurf Arwed Roßbachs errichtetes Wohn- und Geschäftshaus. 1995/1996 Entkernung, sodass von dem ursprünglichen Bau nur noch die Fassaden und Teile des Erdgeschosses erhalten blieben. Die Fassaden des Eckhauses zeigen in typischer Weise eine horizontale Zweiteilung, Erdgeschoss und erstes Obergeschoss als Laden- und Geschäftszone gestaltet und optisch zusammengeschlossen, Trennung von den darüberliegen Wohngeschossen durch Balkone auf Konsolen. Die Wohngeschosses weisen reiche Steindekorationen in Formen der so genannten deutschen Renaissance auf, wobei auch Einflüsse niederländischer Baukunst erkennbar sind, ergänzt werden die plastischen Schmuckelemente durch rekonstruierte Dekorationsmalereien. Die verbrochene Ecke ist mit Säulenportal im Erdgeschoss sowie Erker und Türmchenaufsatz betont, seitlich des Türmchens aufwändig gestaltete Zwerchgiebel. Als äußerer Abschluss der Schlossgassenfront weiterer Erker, darüber kleinerer Zwerchgiebel. Das Gebäude bzw. seine im historischen Bestand erhaltenen Teile (Fassaden und Reste des Erdgeschosses mit Ausstattungselementen) dokumentierten die im letzten Drittel des 19. Jh. beginnende, tiefgreifende Umformung der Leipziger Innenstadt zum modernen Geschäftszentrum, hierdurch erlangt es ortsentwicklungsgeschichtliche Aussagekraft. Als architektonisch hochwertiges Beispiel des historistischen Wohn- und Geschäftshausbaus und Zeugnis der Bautätigkeit des namhaften Architekten Arved Rossbach auf diesem Gebiet erlangt das Objekt auch baugeschichtliche und baukünstlerische Bedeutung. Kunsthistorische Bedeutung erlangt es durch die Erinnerung an den international renommierten Maler und Bildhauer Max Klinger, es zeigt dessen Geburtsstätte und verweist auf seine Herkunft. LfD/2014 | 09298399 |
| Direkt Bild zu diesem Denkmal hochladen | Geschäftshaus in ehemals geschlossener Bebauung (Markgrafenstraße 2 und Petersstraße 50) | Petersstraße 50 (Karte)                                       | 1936–1937 (Geschäftshaus) | Stahlbetonskelettbau mit Muschelkalksteinfassade unter Einflüssen der Neuen Sachlichkeit, zugleich zeitgemäße Neigung zur Monumentalisierung, akzentuierende runde Eckgestaltung entsprechend exponierter Lage am Eingang zur Petersstraße, Architekten: Sepp Kaiser und Karl Fezer, ortsentwicklungsgeschichtliche, baugeschichtliche und baukünstlerische Bedeutung | 09298336 |
| Direkt Bild zu diesem Denkmal hochladen | Drei Fassaden eines Kaufhauses (Anschriften: Petersstraße 31, Preußergäßchen 2 und Neumarkt o. Nr.) sowie eiserner Kandelaber im Hof | Preußergäßchen 2 (Karte)                                      | 1914–1915 (Fassade) | Sandsteinfassade im Reformstil um 1915 mit Neigung zum Neuklassizismus, betont vertikale Gliederung, akzentuierender Bauschmuck, teils figürlich, teils ornamental, Architekt: Philipp Schaefer, ortsentwicklungsgeschichtliche, baugeschichtliche und baukünstlerische Bedeutung | 09298353 |
| Direkt Bild zu diesem Denkmal hochladen | Wohn- und Geschäftshaus in geschlossener Bebauung in Ecklage (Anschriften: Neumarkt 26 und Preußergäßchen 13) | Preußergäßchen 13 (Karte)                                     | 1912 (Wohn- und Geschäftshaus) | abwechslungsreich gestalteter Bau mit Putz-Stein-Fassade im Reformstil um 1910 mit Jugendstileinschlag, Neumarktfront mit hohem, geschweiftem Giebel, Eckbetonung durch Erkertürmchen, ortsentwicklungsgeschichtlich, baugeschichtlich und baukünstlerisch von Bedeutung | 09298360 |
|                                         | Mietshaus in geschlossener Bebauung | Ratsfreischulstraße 2 (Karte)                                 | um 1875 (Mietshaus) | historistische, etwas reduzierte Putzfassade in Formen der Neurenaissance, Erdgeschoss Ladenzone, ortsentwicklungsgeschichtliche Bedeutung | 09298418 |
|                                         | Wohn- und Geschäftshaus in geschlossener Bebauung (Anschrift: Markgrafenstraße 10 und Ratsfreischulstraße 3) | Ratsfreischulstraße 3 (Karte)                                 | 1900–1901 (Wohn- und Geschäftshaus) | zur Markgrafenstraße repräsentative Sandsteinfassade zwischen Neogotik und Neorenaissance, auch Jugendstilanklänge, an der Ratsfreischulstraße markante Putzfassade im Stil des Späthistorismus, Steingliederungen, zwei Erker, ortsentwicklungsgeschichtlich sowie baugeschichtlich und baukünstlerisch von Bedeutung Denkmaltext Das stattliche Gebäude wurde 1900/01 im Auftrag des Weinhändlers Adolf Bodenstein an der Stelle des einstigen Innungshauses der Leipziger Baumeister errichtet. Die Pläne stammten von den Leipziger Architekten Richard Lucht und Theodor Quietzsch. Der dreigeschossige Bau erhebt sich über einem vergleichsweise großen, annähernd quadratischem Grundriss, der annähernd in der Mitte einen Hofraum freilässt. Da das Grundstück sich zwischen der Markgrafenstraße und der Schulstraße erstreckt, besitzt das Gebäude zwei Fassaden, die unterschiedlich gestaltet sind. Das Erdgeschoss nahm einst das Weinrestaurant des Besitzers und geräumige Läden auf. Im ersten Obergeschoß hatte Bodenstein seine Geschäfts- und Wohnräume. Die übrigen Stockwerke waren zu Mietwohnungen aufgeteilt. Im zweigeschossigen Keller – da der Bau in den ehemaligen Burggraben hineinragte, war eine besonders tiefe Gründung vonnöten – befand sich das Weinlager. Die sandsteinverblendete Fassade zur Markgrafenstraße dient als Hauptschauseite. Sie ist reich gegliedert und verleiht dem Bau eine großartige Wirkung. Der Dekor aus neugotischen, renaissancistischen und jugendstiligen Formen ist typisch für den Späthistorismus um die Jahrhundertwende, der auch andere zeitgleiche Geschäftshäuser der Innenstadt kennzeichnet. Die beiden durch Volutengiebel bekrönten Erker sind als Reminiszens zur Leipziger Baukunst des 16. Jahrhunderts zu verstehen (vgl. den Erker des Hauses Zur Goldenen Schlange in Bartels Hof, Markt 8). Die Berücksichtigung lokaler Bautraditionen lässt sich an vielen seit den 1880er Jahren im Stadtzentrum entstandenen Neubauten feststellen. Hervorhebenswert ist die Qualität der bildkünstlerischen Ausschmückung der Fassade. Dabei fallen besonders die beiden Eingänge und die Reliefs an den Erkern ins Auge. Sie bezeugen den hohen Stand des Baugewerbes um 1900. Auch die Balkongitter oder die Dachaufbauten sind hier zu erwähnen. Die Ausgestaltung des Inneren ist etwas weniger prunkvoll. Den Eingangsbereich überspannt ein stuckiertes Parallelrippengewölbe. Die Wände sind halbhoch mit Stuckmarmor verkleidet. Die halbrunde Eisentreppe hat kunstvoll geschmiedete Geländer, ebenso sind die Türen des im Treppenauge befindlichen Fahrstuhls gestaltet. Die Fassade an der Ratsfreischulstraße ist in einer an deutschen Vorbildern orientierten Neurenaissance gehalten, wichtigste Schmuckelemente sind die beiden Erker des ersten Obergeschosses, die zudem als Auflager für Balkone im zweiten Stock dienen. Das Geschäftshaus Markgrafenstraße 10 gehört zu den hochrangigen Bauzeugnissen einer wichtigen Entwicklungsepoche der Handels- und Messestadt Leipzig. Es entstand in der Zeit, als sich der Prozess der Umwandlung der Leipziger Innenstadt zur City vollzog. Unter diesem Aspekt erlangt das Objekt ortsentwicklungsgeschichtliche Aussagekraft. Aufgrund seiner architektonischen Qualität ist es baugeschichtlich und baukünstlerisch von Bedeutung. LfD/2017 | 09298338 |
|                                         | Mietshaus in geschlossener Bebauung | Ratsfreischulstraße 4 (Karte)                                 | um 1875 (Mietshaus) | historistische Putzfassade im Stil der Neurenaissance, Erdgeschoss Ladenzone, Obergeschosse mit unterschiedlichen Schmuck- und Gliederungsformen, ortsentwicklungsgeschichtliche und baugeschichtliche Bedeutung | 09298419 |
|                                         | Mietshaus in geschlossener Bebauung | Ratsfreischulstraße 6 (Karte)                                 | 1874–1875 (Mietshaus) | stark reduzierte Putzfassade, ursprünglich reicher Schmuck in Formen der Neurenaissance, seitliche Vorlagen, Erdgeschoss Ladenzone, ortsentwicklungsgeschichtliche Bedeutung Denkmaltext Bauunternehmer Johann Wilhelm Richter errichtete 1874–1875 neben einem viergeschossigen Wohngebäude auch ein Nebengebäude im Hof, für welches die Nutzung als Klempnerwerkstatt vorgesehen war, 1882 kamen Wasserclosetts im Vorderhaus zur Einrichtung. Sowohl die Hofbebauung erlebte eine vielfältige Nutzung, als auch die Läden im Erdgeschoss, für die mehrfach Umbauarbeiten zu konstatieren sind. 1907 beispielsweise sind das Putzgeschäft Louise Haußmann, die Buchhandlung Paul Eckelmann, Oskar Nestmann mit Weinhandlung und Nachtrestaurant sowie eine von Johannes Kochner geführte Papierhandlung belegt. Prägend später war der Umbau zur Filiale und Firmensitz der Leipziger Hausbesitzer-Bank unter Einbeziehung des Nachbarhauses Nummer 8. Eine Aufstockung des Gebäudes 1934 wurde nicht genehmigt. Zu DDR-Zeiten hatte hier die Bezirksaußenstelle Leipzig des Allgemeinen Deutschen Nachrichtendienstes Berlin ihren Sitz. Um- und Ausbau, Sanierung und Ausbau des Mansardengeschosses lagen in den Jahren 1997 bis 2000, dabei Einrichtung des Restaurants Grotta Palazzese/La Grotta. Die umfänglichsten Fassadenveränderungen fanden in den 1930er Jahren statt, vom Entwurf des Jahres 1874 mit einer üppig dekorierten gründerzeitlichen Neurenaissancefassade ist am heutigen Gebäude so gut wie nichts mehr zu sehen. Beseitigt ist sämtlicher Stuckdekor, die ehemals werbewirksamen Ladenfronten und die abschließende Balustrade. Erkennbar sind lediglich die beiden schwach vortretenden, seitlichen Vorlagen, drei Horizontalgesimse und wohl ältere Fensterrahmungen. LfD/2015 | 09298420 |
|                                         | Mietshaus in geschlossener Bebauung | Ratsfreischulstraße 8 (Karte)                                 | um 1875 (Mietshaus) | stark reduzierte Putzfassade, ursprünglich Dekor in historistischen Formen, Erdgeschoss Ladenzone, ortsentwicklungsgeschichtlich von Bedeutung | 09298421 |
|                                         | Wohn- und Geschäftshaus in geschlossener Bebauung | Ratsfreischulstraße 10 (Karte)                                | um 1875 (Wohn- und Geschäftshaus) | historistische Putzfassade in Formen der Neurenaissance, reiche Gliederungs- und Schmuckelemente in Stein und Putz, Erdgeschoss Ladenzone, darüber Entresol, seitliche Achsen durch Balkone hervorgehoben, ortsentwicklungsgeschichtliche und baugeschichtliche Bedeutung | 09298422 |
|                                         | Ehemaliger Messepalast in offener Bebauung (Anschrift: Grimmaische Straße 1, 3, 5, 7, Naschmarkt 1, 3, Reichsstraße 1, 3, 5, 7, 9 und Salzgäßchen 6), heute Hotel | Reichstraße 1; 3; 5; 7; 9 (Karte)                             | 1908–1909 (Messehaus) | einer der frühesten Messepaläste der Stadt, mit Innenhof, Durchfahrten und Läden, straßenbildprägender Bau im Reformstil um 1910, Fassaden teils verputzt, teils mit Natursteinverkleidung, Natursteingliederungen, Architekten: Weidenbach & Tschammer, baugeschichtlich, ortsentwicklungsgeschichtlich und städtebaulich von Bedeutung | 09298261 |
| Weitere Bilder                          | Geschäftshaus in geschlossener Bebauung in Ecklage (Anschrift: Reichsstraße 2), ursprünglich Messepalast, mit Erweiterungsbau (Anschrift: Grimmaische Straße 9/11) | Reichsstraße 2 (Karte)                                        | 1896 (Geschäftshaus), 1905, Erweiterung Grimmaische Straße 9/11 (Geschäftshaus)                                                                 | Putzbau in neubarocken Formen, Putz- und Stuckgliederungen, Eckbetonung durch turmartigen Risalit mit Kuppeldach und Laterne, erstes Privat-Messkaufhaus Leipzigs (gegr. 1898), Architekt: Albert Bohm, Berlin, Erweiterungsbau in der Grimmaischen Straße als Steinfassade in Jugendstilformen, Mittenbetonung durch Erker und Ziergiebel mit Laterne, ortsentwicklungsgeschichtlich, baugeschichtlich und baukünstlerisch von Bedeutung | 09298267 |
| Weitere Bilder                          | Ehemaliger Messepalast in geschlossener Bebauung mit Passage (Anschriften: Nikolaistraße 3/5/7/9, Reichsstraße 4/6 und Schuhmachergäßchen 2), Brunnen sowie Gedenktafel | Reichsstraße 4 (Karte)                                        | 1908–1909 (Messehaus); Gedenktafel für den Lustspieldichter Roderich Benedix (Gedenktafel); Für den Dichter Siegrf. Aug. Mahlmann (Gedenktafel) | in drei Abschnitten errichteter Eisenbetonskelettbau mit steinverkleideten Fassaden im Reformstil um 1910, akzentuierender Bildhauerschmuck in Stein und Metall, Ergänzungsbau am Nikolaikirchhof durch eigenständige Gestaltung und turmartige Überhöhung von den älteren Gebäudeteilen etwas abgesetzt, Passagensystem mit drei Lichthöfen, diese teils im historischen Sinn, teils modern gestaltet, im Lichthof A vom Vorgängerbau stammende Gedenktafel für den Lustspieldichter Roderich Benedix (1811–1873), Architekt: Emil Franz Hänsel, ortsentwicklungsgeschichtlich, baugeschichtlich und baukünstlerisch sowie personengeschichtlich von Bedeutung; in der Passage Brunnen, ehemals mit Bronzefigur von Victor Seifert | 09298368 |
| Weitere Bilder                          | Plastik »Junges Paar« | Reichsstraße 11 (vor) (Karte)                                 | bezeichnet 1968 (Figurengruppe) | von Klaus Schwabe; Bronze, Figuren in sitzender Position und einander zugewandt, ursprünglich Teil der in den 1960er Jahren im Zuge der Neubebauung entstandenen Freiflächengestaltung an der Reichsstraße, Zeugnis der baubezogenen Kunst in der DDR, kunstgeschichtliche und künstlerische Bedeutung | 09290496 |
| Direkt Bild zu diesem Denkmal hochladen | Wohnhaus als Vierflügelbau (Anschriften: Katharinenstraße 2/4, Reichsstraße 11/13 und Salzgäßchen 3) und Leuchtreklame der Milchbar Pinguin (Pinguin-Ausleger und Schriftzug) sowie Brunnen im Innenhof | Reichsstraße 11; 13 (Karte)                                   | 1962–1964 (Wohnblock), vermutl. 1964 (Werbung), 1964 (Brunnen)                                                                                  | baugeschichtliche, künstlerische und städtebauliche Bedeutung, Wohnhaus im Stil der Nachkriegsmoderne, Fassade mit Sandsteinplatten und Keramikflächen gestaltet, die Leuchtreklame besitzt Seltenheitswert, Zeugnis der DDR-Werbegeschichte | 09261917 |
| Direkt Bild zu diesem Denkmal hochladen | Leuchtreklame »Brühlzentrum« mit rückwärtiger Blende | Reichsstraße 20 (Karte)                                       | um 1965 (Leuchtwerbung) | kulturhistorisch und stadtgeschichtlich von Bedeutung | 09306645 |
| Weitere Bilder                          | Einzeldenkmal der Sachgesamtheit Promenadenring: Denkmal für Samuel Hahnemann (siehe Sachgesamtheitsliste – Obj. 09306630) | Richard-Wagner-Platz (Karte)                                  | 1851 (Sitzstatue) | Sitzfigur (Galvanoplastik) auf Marmorsockel, in den Anlagen des Promenadenringes, zur Erinnerung an den Arzt und Begründer der Homöopathie Samuel Hahnemann (1755–1843) von Schülern und Verehrern errichtet, Entwurf: Carl Johann Steinhäuser (1813–1879), künstlerische und personengeschichtliche Bedeutung | 09290060 |
| Weitere Bilder                          | Drei Brunnenplastiken | Richard-Wagner-Platz (Karte)                                  | 1972 (Springbrunnen) | Stahl, dem Konstruktivismus verpflichtete Springbrunnenplastiken von Harry Müller in Blütenform (»Pusteblumen«), einst Teil der Freiflächengestaltung des Sachsenplatzes, kunstgeschichtlich und künstlerisch von Bedeutung | 09304873 |
| Weitere Bilder                          | Wohnhaus in halboffener Bebauung in Ecklage (Richard-Wagner-Platz 1 und Große Fleischergasse 2), mit Hinterhaus | Richard-Wagner-Platz 1 (Karte)                                | 1826–1832 (Wohnhaus) | ehemaliger Gasthof, platzbildprägende Putzfassade in klassizistischen Formen, Architekt: Albert Geutebrück, ortsgeschichtlich, baugeschichtlich, kunstgeschichtlich und kulturgeschichtlich von Bedeutung Denkmaltext Das repräsentative ehemalige Gasthofgebäude entstand 1826–1832 durch Umbau mehrerer an dieser Stelle vorhandener Bauten, die Planung geht auf Albert Geutebrück zurück, der hier sein erstes Leipziger Bauprojekt ausführte. Besitzer war Johann Heinrich Sander. Der Name Blumenberg leitet sich von den Besitzern des 16. Jahrhunderts her. Im Zweiten Weltkrieg wurde das Gebäude, besonders auf seiner Westseite, beschädigt. Der Bau besteht aus dem langgestreckten Hauptteil am Platz, einem rechtwinklig anschließenden, nach Südwest gelegenen Gebäudeteil und einem sehr kurzen Flügel, der – stumpfwinklig abgeknickt – seine Fassade zur Einmündung Große Fleischergasse, Brühl und Hainstraße richtet. In der Fassadengestaltung sind die drei Gebäudeteile vereinigt, dabei ist die 17achsige Platzfront deutlich als Hauptschauseite ausgeprägt. Die Putzfassade mit Sandsteingliederungen zeigt eine typische, fein ausgewogene Gestaltung des Klassizismus. Das Erdgeschoss ist mit einer Putzquaderung überzogen. Der Schmuck der Obergeschosse konzentriert sich vor allem auf die Fenster, wobei der Schmuckaufwand nach oben hin abnimmt. Zeigen die Fenster des ersten Obergeschosses an ihren Verdachungen Konsolen und Akroterien, so weisen die Verdachungen des zweiten Obergeschosses nur Akroterien auf und die Fenster des dritten Obergeschosses haben schließlich gänzlich einfache Rahmungen. Die Platzfront wird in der Mitte durch eine Vorlage mit Kolossalpilastern betont, die einen flachen Dreieckgiebel tragen. In der Mitte der Vorlage öffnet sich eine große Hofeinfahrt. Auch die Fassade des südwestlichen Gebäudeteils hat eine Vorlage mit Dreigiebel, hier fehlt allerdings die Pilastergliederung, dagegen sind die Fenster in der Vorlage gekuppelt. An der Fassade des kurzen Flügels im Nordwesten sind die Fenster durch ihre Verdachungen kaum merklich ebenfalls zu Zweier- und Dreiergruppen zusammengeschlossen. Das schmale Hofgebäude mit massivem Erdgeschoss und drei Obergeschossen in Fachwerkbauweise stammt ebenfalls von Geutebrück (errichtet 1831). Eine Gedenktafel erinnert an das Wirken Caroline Neubers, die 1727 das sächsische Hofprivileg erhielt, in Leipzig ein fest stehendes Theater im Haus Großer Blumberg zu errichten. Das Objekt ist ein Zeugnis der baulichen Entwicklung Leipzigs in der ersten Hälfte des 19. Jahrhunderts, es ist eines der wichtigsten Beispiele für den Baustil des Klassizismus am Ort. Zudem dokumentiert es das Schaffen Albert Geutebrücks, der seinerzeit der führende Baumeister in Leipzig war. Ferner wahrt es die Erinnerung an Caroline Neuber, die als herausragende Wegbereiterin der deutsche Schauspielkunst gilt. Aus diesen Gründen erlangt das Objekt ortsgeschichtliche, baugeschichtliche, kunstgeschichtliche sowie kulturgeschichtliche Bedeutung. LfD/2016 | 09298279 |
| Weitere Bilder                          | Hotel in geschlossener Bebauung in Ecklage (Anschriften: Richard-Wagner-Straße 7 und Nikolaistraße 42) | Richard-Wagner-Straße 7 (Karte)                               | 1913 (Hotel) | markant gegliederte Putzfassade, charakteristischer Bau zwischen Späthistorismus und Reformstil, baugeschichtlich und ortsentwicklungsgeschichtlich von Bedeutung, platzbildprägende Lage gegenüber dem Hauptbahnhof | 09298280 |
| Direkt Bild zu diesem Denkmal hochladen | Geschäftshaus in geschlossener Bebauung in Ecklage | Richard-Wagner-Straße 10 (Karte)                              | 1908–1909 (Geschäftshaus) | Putzfassade im Reformstil um 1910 mit Jugendstilnachklängen, geschossübergreifende Pilastergliederung, Fensterachsen in Bay-Window-Form, turmartige Eckbetonung, Schweifgiebel über der Hauptfront, Architekt: Max Fricke, ortsentwicklungsgeschichtlich, baugeschichtlich und baukünstlerisch von Bedeutung | 09298401 |
| Direkt Bild zu diesem Denkmal hochladen | Leuchtreklame, ehemals auf dem Dach eines Wohngebäudes (»Herzlich Willkommen« in vier Sprachen und »Mein Leipzig lob' ich mir« sowie Stadtwappen und Goethe-Konterfei) | Richard-Wagner-Straße 11; 12 (Karte)                          | um 1980 (Leuchtwerbung) | ab Juli 2007 eingelagert wegen geplanter Neubebauung Brühl, Wiederinstallation erfolgte 2018 auf die Shopping-Mall »Höfe am Brühl«, ortsgeschichtlich und werbegeschichtlich von Bedeutung | 09299603 |
| Direkt Bild zu diesem Denkmal hochladen | Fassadenrest eines ehemaligen Kaufhauses (Anschriften: Brühl 1, 3 und Richard-Wagner-Straße 15) sowie Aluminiumfassade der DDR-Zeit und Gedenktafel für Richard Wagner | Richard-Wagner-Straße 15 (Karte)                              | 1966–1968 (Fassadenteil), 1927 (Fassadenteil)                                                                                                   | geschwungene fensterlose Fassadengestaltung aus hyperbolische Paraboloidelementen, Entwurf: Harry Müller, baugeschichtliche und baukünstlerische sowie städtebauliche und personengeschichtliche Bedeutung Denkmaltext 1907/08 errichtete der bedeutende Leipziger Architekt Emil Franz Hänsel in exponierter Lage am Leipziger Brühl ein Kaufhaus mit rund 8000 Quadratmetern Verkaufsfläche und für die damalige Zeit bemerkenswerten Spezialabteilungen. Eigentümerin war die Dresdener Handelsgesellschaft Messow & Waldschmidt. 1913–1915 und 1927/28 erfolgten Erweiterungsbauten. Entstanden war ein großer Gebäudekomplex, der mit seinen an drei Straßen entlang laufenden, geschwungen Fassaden das Erscheinungsbild des Nordwestbereichs der Altstadt wesentlich mitprägte. Die Konstruktionsweise des Gebäudes als Stahlbetonskelettbau wurde auch am Rastersystem der Fassadengestaltung ablesbar. Für die Verkleidung der Außenflächen fand Naturstein Verwendung. Zum außerordentlich repräsentativen Aussehen des Bauwerkes trugen auch die mächtigen, über mehrere Geschosse reichenden Zwerchgiebel bei. Sie verliehen dem Gebäude einen ungewöhnlichen Akzent und förderten den Bekanntheitsgrad des Kaufhauses. Im erweiterten Zustand gehörte es zu den größten und attraktivsten Kaufhäusern in Mitteldeutschland (Nutzfläche ca. 16.500 Quadratmeter). Beim Luftangriff am 4. Dezember 1943 wurde das Gebäude stark beschädigt, dennoch konnte es 1947–1949 in den unteren drei Geschossen wieder für den Warenverkauf hergerichtet werden. Aufgrund von Bauschäden und den Planungen zum sozialistischen Wiederaufbaus im Leipziger Stadtzentrum, die unter anderem eine umfassende Neugestaltung des nördlichen Ringbereichs vorsahen, kam es 1965–1968 zum Umbau des Kaufhauses, der ihm ein zeitgemäßes Erscheinungsbild verleihen sollte. Die Planung erfolgte durch VEB Leipzig-Projekt (Architekten Günter Walter, Siegfried Kurth und Peter Dick). Im Jahr der Eröffnung 1968 galt das Haus als größtes Kaufhaus der DDR und setzte fortan bis zur politischen Wende 1989/90 Maßstäbe für sämtliche DDR-Handelsbetriebe. Durch die neue Aluminium-Vorhangfassade, deren Gestaltung auf Entwürfen des Leipziger Bildhauers Harry Müller basiert, wurde das Kaufhaus abermals zu einem der prägnantesten Bauwerke im Leipziger Stadtbild und zugleich ein bemerkenswertes Beispiel angewandter Kunst. Hergestellt ist die Fassade aus einzelnen, gezogenen Platten (in Form hyperbolischer Paraboloide). Der geschwungene Baukörper des Altbaues und die fensterlose, glänzende Verkleidung verbanden sich zu einer überzeugenden, modernen Gestalt, für den der Volksmund die liebevoll spottende Bezeichnung „Blechbüchse“ fand. Die Kaufhausnutzung bestand bis 2006, danach blieb das Gebäude weitgehend ungenutzt, sodass es schließlich zu einer Neubauplanung für ein Einkaufszentrum kam, das 2010–2012 errichtet wurde und den Namen „Höfe am Brühl“ erhielt. Die denkmalwerte Aluminiumfassade des „Kaufhauses am Brühl“ wurde demontiert und am Neubau wieder angebracht. Nach dem Fassadenabbau zeigte sich, dass die ursprüngliche Bausubstanz in beträchtlichem Umfang erhalten war, trotz Bürgerproteste konnte aber deren Abriss nicht verhindert werden. Als Kompromiss blieb lediglich ein 15 Meter breites Fassadenstück bewahrt, was allerdings von der Aluminuiumhülle wieder verdeckt ist. Mit der Weiterverwendung der Kaufhausfassade der 1960er Jahre blieb eine der interessantesten und originellsten Gestaltungen der DDR-Architektur im Geschäftsbau erhalten. Die Leipziger Fassadenlösung spielte seinerzeit für die Technologie der Vorhangfassade eine Vorreiterrolle. Hier wurden in der Kaufhausarchitektur der DDR erstmalig verformte eloxierte Leichtmetallbleche verwendet. Aluminium war fortan für die Fassadengestaltung im Kaufhausbau der DDR, der durchaus eine eigenständige Entwicklung aufweist, der meistverwendete Baustoff. Die Fassade des ehemaligen „Kaufhauses am Brühl“ ist somit eines der herausragenden Beispiele für diese Entwicklung, dem angesichts der großen Verluste, die gerade bei den Kaufhausbauten der DDR zu verzeichnen sind, nicht nur ein hoher Dokumentationswert, sondern auch ein Seltenheitswert für die Architekturgeschichte der DDR zukommt. Aus diesen Gründen hat das Objekt baugeschichtliche und baukünstlerische Bedeutung. Zudem gehört zu den marktesten, stadtbildprägenden Elementen der Leipziger Innenstadt, woraus auch ein städtebaulicher Wert resultiert. An der Brühlseite des Gebäudes ist eine Gedenktafel angebracht, die an das Geburtshaus Richard Wagners (Brühl 1/3) erinnert, das seinerzeit mit einer Reihe anderer alter Wohnbauten dem Kaufhausneubau von 1907/08 weichen musste. LfD/2017 | 09298214 |
| Direkt Bild zu diesem Denkmal hochladen | Straßen- und Platzpflaster, Gehwegplatten und Granitborde zwischen Ritterstraße und Nikolaistraße | Ritterstraße (Karte)                                          | 20. Jh. (Pflaster) | Zeugniswert als Beispiel eines zeittypischen historischen Straßenbelages, zudem authentischer Ort der Friedlichen Revolution von 1989, geschichtlich von Bedeutung | 09306481 |
| Weitere Bilder                          | Wohn- und Geschäftshaus in geschlossener Bebauung, mit Hofgebäuden | Ritterstraße 5 (Karte)                                        | 1896–1897 (Wohn- und Geschäftshaus) | repräsentative historistische Klinkerfassade mit Sandsteingliederung, haubenbekrönter Erker und Seitenrisalit mit Stufengiebel, ortsentwicklungsgeschichtlich und baugeschichtlich von Bedeutung Denkmaltext Der Vorgänger des jetzt bestehenden Wohn- und Geschäftshauses war ein breit gelagerter, dreigeschossiger Bau. Dem hohen Satteldach nach zu urteilen, handelte es sich um ein ziemlich altes Gebäude. 1889 waren das Erdgeschoss und Teile des Obergeschosses gastronomisch genutzt. Die Räumlichkeiten der Weinrestauration erstreckten sich bis in die Hofflügel hinein. 1891/92 wurden im Zusammenhang mit der Feststellung von Schäden Fachwerkgebäude und zwei Höfe erwähnt. 1894 ließ Johann Carl Traugott Schuppe durch den Architekten Richard Hagemann ein Neubauprojekt anzeigen, das aufgrund der 1895 vollzogenen Zwangsversteigerung des Grundstücks nicht zustande kam. Das Anwesen ging wieder in die Hände des Voreigners, Kaufmann und Ziegeleibesitzer Armin Fischer-Brill, zurück. Er vollzog oder vollendete den Abbruch der alten Baulichkeiten und reichte eigene Baupläne ein, die jedoch auf Grundlage des bereits genehmigten Vorhabens erstellt wurden. Am interessantesten daran sind die auf der Nordseite übereinander angeordneten sechs Kegelbahnen, deren Ausführung allerdings von der Baupolizei wegen der ungeeigneten Lokalverhältnisse abgelehnt wurde. Ein neues, von dem Architekten Franz Hannemann (Leipzig) erarbeitetes Projekt enthielt somit anstelle der Kegelbahnen Geschäftsräume. Am 18. Jan. 1896 wurde die Baugenehmigung erteilt, ein erneuter Besitzerwechsel zog indes abermalige Planänderungen nach sich. Neue Eigentümerin des Grundstücks war die Kirchgemeinde St. Nikolai geworden. Nach den geänderten Entwürfen Hannemanns sollte nun das fünfgeschossige Wohn- und Geschäftshaus hofseitig einen zweigeschossigen Saalbau erhalten. Mit diesem Projekt kam es endlich auch zur Realisierung der Neubebauung des Grundstücks: Baugenehmigung am 15. Juni 1896, Rohbauabnahme am 9. Okt. 1896 und Schlußrevision am 6. Juli 1897. Für die Bauausführung war wohl Hermann Seydel verantwortlich. 1908 wurde unter Leitung des Architekten Georg Wünschmann ein Lastenaufzug mit Führerbegleitung, Fabrikat der Fa. Unruh & Liebig, eingebaut.In den 1920er Jahren Veränderungen im Erdgeschoss (Einbau von Zwischendecken zur Nutzung als Rauchwarenkontor, Einrichtung einer Konditorei) und Vermietung von Räumlichkeiten, u. a. des Saales, für Messezwecke.1993 Umbau des südlichen Erdgeschossbereichs zu einer Verkaufsgalerie (Treppe zwischen Keller und Erdgeschoss und offenes Zwischengeschoss). In den 1990er Jahren weitere Erneuerungsarbeiten außen und innen, hofseitig zurückhaltenden Balkon- und Galerieanbauten in Stahl. Das fünfgeschossige Wohn- und Geschäftshaus ist Teil der Bebauung auf der Westseite der Ritterstraße. Die Wirkung der Fassade beruht vor allem auf dem Materialkontrast von Sandstein und ledergelben Klinkern. Erdgeschoss mit vier Bogenöffnungen in schweren Formen, über dem Portal des Hausdurchganges Maske eines Bärtigen. Auch die in Sandstein ausgeführten Gliederungselemente der Obergeschosse von trockener, zuweilen derber Gestaltung. Ein belebendes Spannungsmoment hat die Front durch die Asymmetrie von Seitenrisalit und Erker. Obgleich in zeittypischer Mischung Stilformen verschiedener Epochen verarbeitet sind, neigt der Außenbau am eindeutigsten dem Vorbild der deutschen Renaissance zu (Stufengiebel, Erker mit Schweifhaube, Fenstergewände). Offensichtlich zielte man damit auf die weitgehende Angleichung an das benachbarte ältere Predigerhaus zu St. Nikolai (siehe Nikolaikirchhof 3 und 4). Ansonsten ist die Außenarchitektur des späthistoristischen Baues ausgesprochen allgemein gehalten, individuelle oder lokalspezifische Züge – zumeist das Qualitätsmerkmal der Leipziger Innenstadtgebäude – fehlen hier. Das Erdgeschoss wurde ursprünglich größtenteils von einem Restaurant genutzt, das – wie beim Vorgänger schon – auch den Hofflügel beanspruchte, des Weiteren ein Laden und der Hausdurchgang auf der südlichen Seite. Im Durchgang als Schmuck stuckierte Deckenprofile, Dreieckgiebel und Wandspiegel (wahrscheinlich in Teilen erneuert), beachtenswert die halbhohe Verkleidung aus facettierten Kacheln, oben durch Mäanderfries abgeschlossen.Von den Obergeschossen diente das erste und zweite gewerblichen Zwecken, drittes und viertes enthielten Wohnungen (?). Das Treppenhaus ist dem Seitenflügel zugeordnet. Hofseitig tritt es als Vorsprung in Erscheinung. Die Treppe ist eine kunstvolle Arbeit in Schmiedeeisen. Bemerkenswertester Bestandteil des gesamten Gebäudes ist der im Obergeschoss des Seitenflügels befindliche Saal. Seine Architektur zeigt ebenfalls die das Haus bestimmende nüchterne Sprache. Nichtsdestotrotz entfaltet der Raum eine gewisse Festlichkeit, wozu auch der Gegensatz zum völlig schmucklosen, in gelben Ziegeln ausgeführten Hofflügeläußeren beiträgt. Der untere Wandbereich des Saales ist mit gefelderten Paneelen verkleidet. An den Schmalseiten befinden sich Emporen mit schmiedeeisernen Gittern. Die Unterseiten der Emporen sind kassettenartig gegliedert. An den Längsseiten auf Emporenhöhe ein kräftiges Gesims, darüber erhebt sich die hohe, Stichkappen aufweisende Voute. Der Deckenspiegel mit steifen, rechtwinklig aufeinander stossenden Stuckleisten, in der Mitte allerdings eine filigrane Rosette. Vor dem Saal, der Treppe gegenüber, gab es einen eigenständigen Garderobenraum. Ein Anbau auf der Südseite enthielt weitere Nebenräumlichkeiten. Rückwärtig ist ein kleineres Treppenhaus angebaut. LfD/2000 | 09298402 |
| Weitere Bilder                          | Fassade eines ehemaligen Wohnhauses | Ritterstraße 7 (Karte)                                        | 1701–1703 (Fassade), 1701–1703 (Wohnhaus) | Putzfassade mit Kastenerker, Bereich oberhalb zweite Obergeschoss rekonstruiert, als Zeugnis der barocken Bürgerbaukunst Leipzigs baugeschichtlich und ortsentwicklungsgeschichtlich von Bedeutung | 09298403 |
| Weitere Bilder                          | Hochschulbau (mit zwei Hausnummern) in geschlossener Bebauung | Ritterstraße 8; 10 (Karte)                                    | 1909–1910 (Handelsschule) | mit Ladenzone, kraftvoll gestaltete Putzfassade mit Gliederung durch Rochlitzer Porphyrtuff, Haupteingang und Treppenhaus besonders hervorgehoben, im Reformstil der Zeit um 1910, Architekt: Fritz Schumacher, baugeschichtlich, baukünstlerisch, kunstgeschichtlich und ortsgeschichtlich von Bedeutung Denkmaltext Die Leipziger Handelshochschule wurde am 25. April 1898 als erstes Lehrinstitut seiner Art in Deutschland gegründet. 12 Jahre lang war die Einrichtung mehr oder weniger behelfsmäßig untergebracht. Trotz der seit Gründung bestehenden engen Bindung an die Universität mussten für den Mietvertrag über ein von der Universität für die Hochschule zu errichtendes Gebäude offenbar nicht unerhebliche Schwierigkeiten überwunden werden. Der Abschluss am 1. April 1910 war wohl maßgeblich der Mitwirkung der sächsischen Staatsregierung zu verdanken. Durch sie war auch der Auftrag an Fritz Schumacher, damals Professor an der TH Dresden, ergangen, den Bauplan zu entwerfen und die künstlerische Leitung zu übernehmen. Schumachers erste Entwürfe, die noch die obengenannten Goethestraßen-Grundstücke mit einbezogen, datieren vom Januar 1908. Schließlich blieb das Neubauvorhaben auf die Anwesen an der Ritterstraße beschränkt. Der Abbruch der alten Häuser erfolgte Anfang 1909, am 25. März wurden dessen Vollzug und Baubeginn in den nächsten Tagen angezeigt. Für die Projektierung und Ausführung der Baukonstruktion wurde ein begrenzter Wettbewerb durchgeführt, an dem die Fa. Kell & Löser, die Aktiengesellschaft für Beton- und Monierarbeiten, das Leipziger Baugeschäft Rudolf Wolle und die Fa. Dyckerhoff & Widmann teilnahmen. Wegen der anspruchsvollen Aufgabenstellung (umfänglicher Arbeitsaufwand, große Spannweiten der schallsicher auszulegenden Raumdecken, Eisenbetonpfeilerwerk für Außen- und Innenkonstruktion) wurde mit der Überprüfung der eingereichten statischen Berechnungen das Brückenbaubüro der königlich-sächsischen Staatseisenbahnverwaltung beauftragt. Den Auftrag zur Ausführung des konstruktiven Gerüsts erhielt das Zementbaugeschäft Wolle. Für andere Arbeiten hatte Baumeister Oehlschlägel einen Werkvertrag. Die Bauleitung oblag dem Leipziger Land-Bauamt. Im Vorfeld der Bauausführung wurde über eine mögliche Erhaltung einiger kulturhistorisch bedeutsamer Gegenstände aus den alten Häusern verhandelt. Für die zehn toskanischen Eichenholzsäulen aus Nummer 8, die Cornelius Gurlitt im Denkmälerinventar erwähnte, fand Schumacher in dem Neubau keine Verwendung. Das ebenfalls aus Nummer 8 stammende Oberlichtgitter war 1909 bereits verkauft. Weiterhin ging es um Delfter Fliesen, auch ihr Verbleib ist unbekannt. 1910 war die Handelshochschule fertiggestellt. Den Bildhauerschmuck hatte Georg Wrba aus Dresden gearbeitet. 1934/35 erfolgten Erneuerungsarbeiten an der Heizung, den Elektro- und Sanitäreinrichtungen. 1948 kam es zu Umbaumaßnahmen im Innern, die zu Grundrissveränderungen im ersten und dritten Obergeschoss führten. 1994/95 wurde das Gebäude denkmalgerecht saniert, Planung: Architekturbüro Göschel und Sziegoleit (Leipzig), restauratorische Untersuchungen: Werkstätten für Restaurierung Preis & Preis (Parsberg/Regensburg), Wiederherstellung der inneren Farbfassung: Udo Hauke (Leipzig). Im Zuge der Erneuerung erhielt das Gebäude, das jetzt das Institut für Kunsterziehung der Universität Leipzig beherbergt, auf der Rückseite einen Stahltreppenanbau (2. Fluchtweg). Das altehrwürdige, schon jahrhundertelang der Leipziger Universität zugehörige Grundstück der Handelshochschule befindet sich im östlichen Randbereich der Altstadt, wo die Maßstäbe durch die städtebaulich dominierende Nikolaikirche bestimmt werden. Die unmittelbare Nähe der Hochschule zum spätgotischen Kirchenbau war für Schumacher ein wichtiger Aspekt bei der Gestaltung. Leider haben die Nachbargrundstücke infolge des Zweiten Weltkrieges ihre historische Bebauung verloren (auf der Nordseite stand die Buchhändlerbörse von Albert Geutebrück, eines der schönsten klassizistischen Bauwerke Leipzigs), so dass die Handelshochschule heute unvorteilhaft von zwei hohen Neubauten eingefasst ist. Das viergeschossige Gebäude ist über einem unregelmäßigen Grundriss entwickelt. Nach außen tritt es blockhaft, mit einem gewissen Zug ins Monumentale in Erscheinung, ohne viel Aufschluss über die überaus durchdachte Organisation des Inneren zu bieten. Keller und Erdgeschoss mussten aus Rentabilitätsgründen gewerblich genutzt werden. Die Keller dienten Lagerzwecken, im Erdgeschoss sind Läden eingerichtet. Die Ladenzone ist durch eine gemessene Bogenreihe gliedert. Aus dieser tritt der asymmetrisch angeordnete und mittels eines turmartigen Risalits betonte Hochschuleingang deutlich hervor. Schumacher suchte außerdem, den „Eindruck eines bedeutungsvollen Eingangs durch einen nischenartigen Rücksprung in der Fassade zu erreichen“ (Schumacher, Fritz: Der Bau der Handelshochschule, in: Zur Eröffnung des neuen Handelshochschul-Gebäudes in Leipzig, Leipzig 1910, S. 44). In das Gebäude führen drei metallbeschlagene, sparsam ausgeschmückte Türen. Die Obergeschosse, die die Hochschulräume enthalten, sind durch Lisenen zusammengefasst und weisen eine gleichmäßige Achsteilung auf. Der Reiz der Fassade resultiert insbesondere aus dem farblichen Kontrast zwischen den mit Rochlitzer Pophyrtuff-Elementen bereicherten Erdgeschoss- und Traufpartien und den in grauem Terranova-Putz gehaltenen übrigen Flächen. Der „Eingangsturm“ schafft durch seine aufwendige Werksteinausstattung, deren bildkünstlerischen Elemente Georg Wrba aus Dresden arbeitete, die vertikale Verklammerung zwischen unterster und oberster Zone und verleiht der Ansicht des Gebäudes ein spannungsvolles Gleichgewicht. Der Bildschmuck an der Fassade besteht aus verschiedenen auf den Handel und seine fruchtbringende sowie ernährende Tätigkeit bezogenen Motiven: Weinstöcke an den Rustikapilastern zu seiten der Eingangsnische, darüber Inschriftsteine: „Handel schafft Wandel“ – „Handel verbindet Völker“, auf den Steinen stehen schlangenbezwingende Löwen. Mehrfach kommen Hermesmasken vor, auch Vogelnester und Adler. Als Hauptschmuck erscheinen am Risalit antikisch gewandete Männer- und Frauengestalten, die auf den Schultern Fruchtkörbe und Vögel tragen. Schließlich zeigen Flachreliefs an den Bögen neben dem Eingang Schiffe. Die Eingangshalle mit eingestellter Treppenanlage bildet den Auftakt des Inneren. Zur Ausschmückung der Treppe sind matt gebrannte, braunrote Kacheln von Villeroy & Boch verwendet. Die Treppe führt in die zweigeschossige Haupthalle, die bestmögliche Erschließung und Kommunikation im Gebäude mit repräsentativer Wirkung verbindet. Schumacher hatte sie „dem geringen vorhandenen Raum mit größtmöglichster Ausdehnung abgewonnen“. (Ebd.) Rückseitig schließt sich der Halle das Treppenhaus an. Die Treppe hat einen offenen Kern und stützt sich auf gedrungene Pfeilerpaare, von denen eines mit Weinranken- und Akanthusschmuck versehen ist. Im I. Obergeschoss sind vorwiegend Büros eingerichtet. Der Hörsaal am Nordende wurde 1948 durch Raumabteilungen zu Dienstzimmern verändert. Das II. Obergeschoss enthielt ebenfalls einen Hörsaal, außerdem die Bibliothek mit Lesesaal. Im III. Obergeschoss waren die beiden großen Hörsäle untergebracht. Bemerkenswert ist, dass sie bis in den Dachbereich hineinragen, was der Außenbau so nicht erwarten lässt. Dieser Kunstgriff erklärt sich durch die bei der Außengestaltung geltenden Absicht, „das neue Gebäude in die verhältnismäßig bescheidenen Häuserlinien, welche die Nikolaikirche umgeben, einzugliedern. Mit Rücksicht auf die Kirche musste die Baumasse möglichst niedrig und möglichst ruhig sein. Das erstere ist erreicht durch die schon erwähnte Mitbenutzung des Dachraumes für die Entwicklung der großen Säle. Dadurch konnte man das Hauptgesims in Einklang bringen mit den Horizontalen der ganzen Umgebung. Diese Disposition aber, die es ermöglichte, ohne eine Steigerung in den Fenstergrößen der Säle zu arbeiten, ermöglichte zum großen Teile auch das zweite Ziel.“ (Ebd., S. 45) Der geräumige Vorsaal des III. Obergeschosses diente als Garderobe. Die Lehr- und Studienräume haben heute eine Umnutzung entsprechend den Bedürfnissen des Instituts für Kunsterziehung der Universität Leipzig erfahren. Die Innengestaltung erfolgte unter der optischen Einbeziehung des Eisenbetongerüsts: „Im ganzen Gebäude ist das Prinzip gewahrt, daß die Konstruktionsteile des Betongerippes, das dem Bau zugrunde liegt, so angeordnet und so geformt wurden, daß sie dem Auge sichtbar bleiben konnten und durch ihre Disposition die gewollte Raumgliederung ergaben. Im ganzen Innern ist außer zwei keramischen Brunnenanlagen keine Schmuckform angebracht. Die Wirkungen sind erzielt mit Putzflächen, gestrichenem Holzwerk, Farbentönungen und geschmiedeten Beleuchtungskörpern.“ (Ebd.) Eingedenk der so wichtigen Bedeutung, die Farbgestaltung für die Innenarchitektur hat, zielte die letzte Erneuerung des Gebäudes auf die weitgehende Rekonstruktion der zweifellos nach Schuhmachers Vorgaben ausgeführten Farbfassung. Allerdings liegt der Wiederherstellung nur eine sondierende Befundnahme zugrunde, die auch Verluste der Erstfassung feststellen musste. Somit ist der vorgefundene bzw. erneuerte Zustand nicht immer zweifelsfrei zu bewerten (Blautönung der Decke des großen Hörsaales im III.Obergeschoss). Die vor allem auf Flächenwirkung berechnete Farbgestaltung entspricht Schumachers klarer Formensprache. Der aus Ocker- und Brauntönen sowie Weiß, Grau und ganz wenig Rot abgemischte Farbakkord herrscht im ganzen Haus. Ornament, bestehend aus stilisierten, auch vegetabilen Motiven, ist zurückhaltend eingesetzt, es verleiht den Räumen einen noblen Akzent. Die beiden oben genannten Brunnenanlagen sind leider bei späteren Veränderungen entfernt worden, dagegen konnten die metallen Beleuchtungskörper, von denen nur noch wenige Exemplare vorhanden waren, durch Nachbau wieder komplettiert werden. Fritz Schumacher sah sich bei seiner Arbeit für die Leipziger Handelshochschule nach eigener Aussage erstmals mit dem „Leidensweg einer öffentlichen Bauaufgabe“ konfrontiert (Schumacher 1935, S. 275). Vom unzulänglichen Bauplatz abgesehen, war auch die Durchsetzung der architektonischen Vorstellungen gegenüber den Bauherren schwierig. Schließlich konnte Schumacher aber doch das Wichtigste seiner Planung verwirklichen, auch schmuggelte er „im Inneren einige kleine freundliche Motive mit ein, die man auf der Jagd nach Streichung aller etwas ausdrucksvolleren Einzelheiten glücklich übersehen hatte“ (ebd.). Zur Einweihungsfeier wurde das „schöne Haus“ mit seiner würdigen Ausstattung allseits gelobt. Schumachers trotz widriger Umstände vollbrachte baukünstlerische Leistung hat bis heute in allen ihren Qualitäten Gültigkeit. Die ehemalige Handelshochschule Leipzig ist als Werk eines der wichtigsten deutschen Architekten des 20. Jahrhunderts ein Baudenkmal von nationaler Bedeutung. LfD/2000, 2016 | 09298414 |
| Weitere Bilder                          | Geschäftshaus (mit drei Hausnummern) in ehemals geschlossener Bebauung, mit Hofgebäuden | Ritterstraße 9; 11; 13 (Karte)                                | 1897–1898 (Geschäftshaus) | gut gegliederte und dezent dekorierte Putz-Sandstein-Fassade im späthistoristischen Stil, Betonung der Fassade durch zwei übergiebelte Seitenrisalite, ortsentwicklungsgeschichtlich und baugeschichtlich von Bedeutung Denkmaltext 1909 wurden die Grundstücke Ritterstraße 9, 11 und 13 in den Händen von Maurermeister Franz Theodor Kössling und Holzhändler Karl August Bartholomäus zwecks Neubau eines Geschäftshauses vereinigt. Bis 1897 waren die drei Anwesen mit ähnlichen, typischen Leipziger Hausanlagen bebaut. 1897/98 errichteten die Leipziger Architekten Otto Polster und Felix Höhne auf Nummer 9 ein fünfgeschossiges Geschäftshaus, das dem in der Nikolaistraße 10 befindlichen Hotel „Stadt Hamburg“ zugehörte. Schon die alte Hausanlage erstreckte sich bis zur Nikolaistraße. 1804 bestand die Bebauung des sehr schmalen Grundstückes „aus zwey Vordergebäuden wovon das Eine nach der Nicolai- das andere aber nach der Ritterstraße zu liegt, ferner aus fünf Seiten- und zwey Quergebäuden und drey Höfen.“ (Bauakte, 1. Bd., fol. 9). Zu damaliger Zeit waren die beiden Söhne des Goldschlägers Christoph Wendt Besitzer. Alte Aufnahmen zeigen, dass das Vorderhaus mit einem über drei Geschosse reichenden Kastenerker versehen war. Die in der Bauakte enthaltene Bemerkung „altes baufälliges Holzhaus“ (1886) lässt vermuten, dass die Baulichkeiten des Grundstücks zum Teil ein hohes Alter hatten. Der Geschäftshausneubau von Polster & Höhne erhielt eine Sandsteinfassade, die in ihrer Dekoration dem zeittypischen Stilpluralismus verpflichtet ist, wobei sich am eindeutigsten die gotisierenden Elemente hervortun. Das als Durchgang genutzte Erdgeschoss öffnet sich zur Straße mit einem rundbogigen Tor. Neben dem wuchtigen Schlussstein die Bezeichnung: „Erbaut 1897–98“, „Polster u. Höhne/ Architeckten.“ Als Torrahmung fialenartige Konsolen, die eine Blendbalustrade tragen. Vom I. bis zum III. Obergeschoss besteht die Front fast ausschließlich aus breiten Fenstern. Etwas geschlossener zeigt sich das IV. Obergeschoss, dessen schönes Biforienfenster von einem Kielbogen überfangen ist, darüber der Spitzgiebel als Fassadenabschluss. Welche Zwecke das Geschäftshaus für das Hotel „Stadt Hamburg“, zu dem die Verbindung über einen kleinen Hof hergestellt war, im Einzelnen zu erfüllen hatte, ist nicht bekannt, die Pläne weisen lediglich Geschäftsräume aus. Im rückwärtigen Teil lag die Treppe. Auch auf die Grundstücke 11 und 13 richteten sich zu jener Zeit Neubauinteressen. Der Abbruch von Nummer 9 hatte den schlechten Bauzustand von Nummer 11 zutage gebracht. Das nur wenig breitere Anwesen war mit einem dreiachsigen, viergeschossigen Vorderhaus, einem Seiten- und einem Hintergebäude bebaut. Alle drei Gebäude waren im Wesentlichen zu Wohnzwecken eingerichtet. 1865 ließ der Besitzer Schuhmachermeister Uhlig an seinem Laden im Erdgeschoss einen hölzernen Vorbau anbringen. Geringfügig größer bemessen war das Grundstück 13, doch gab es auch hier nur eine dreiachsige Straßenfassade. 1805 war das viergeschossige Vorderhaus, das an der Front aus Mauerwerk und an der Hofseite aus Fachwerk bestand, um ein Stockwerk erhöht worden. Der nun fünfgeschossige Bau wurde wieder mit einem Satteldach bedeckt. 1842 mussten aufgrund von Baufälligkeit die Hofgebäude (2 Seitenflügel und 1 Hinterhaus) vollständig erneuert werden, wobei sowohl die Viergeschossigkeit als auch die Satteldachform beibehalten wurden. Vom Beginn des 19. Jahrhunderts bis in dessen zweiter Hälfte hinein waren Fleischermeister aus der Familie Fichtner Besitzer des Anwesens. Am 17. Juli 1909 stellten die Besitzer der Grundstücke 9-13 Bartholomäus und Kössling den Bauantrag für die Errichtung eines Geschäftshauses. Es handelt sich dabei um die Erweiterung des bereits bestehenden Neubaus von 1897/98 (Nummer 9). Die Architekten und einstigen Bauherrn des bestehenden Gebäudes, Polster & Höhne, erstellten auch die Pläne für das Erweiterungsprojekt. Anfang 1910 wurde mit dem Bau begonnen. Am 25. Juli 1910 übernahm Carl Arthur Goldammer den Besitzanteil von Karl August Bartholomäus. Im Frühjahr 1911 war der Bau vollendet, am 20. April erfolgte die Schlussrevision. Bald schon wurden Veränderungen an der Rückfront des Gebäudes vorgenommen, da die Neubebauung des sich rückwärtig anschließenden Anwesens Nikolaistraße 12-14 (1911/12) zur Anlage eines Lichthofes zwischen beiden Grundstücken führte. Seit 23. Juli 1912 war Carl Arthur Goldammer alleiniger Eigentümer des Geschäftshauses. Das Gebäude diente über längere Zeit vorwiegend dem Rauchwarenhandel und damit verbundenen Gewerben (Rauchwarenblenderei und Kürschnerei). 1919 kam das Grundstück an Mordchai Nussenow, Rauchwaren und Kommission. 1924 wurde der Fleischerladen im Erdgeschoss zu einem Geschäftslokal für Rauchwaren verändert. Bei der Zwangsversteigerung 1936 erwarb die Fa. Graubner & Söhne das Geschäftshaus, 1938 Putzarbeiten an den Giebeln. Zwischen 1951 und 1960 verschiedene Um- und Einbauten im Innern, vor allem Erd-, erstes und zweites Obergeschoss betreffend. Das fünfgeschossige Gebäude befindet sich auf der Westseite der Ritterstraße. Trotz der Entstehung in zwei, über zehn Jahre auseinanderliegenden Bauabschnitten eignet dem Geschäftshaus ein einheitliches Erscheinungsbild. Die Architekten Polster & Höhne haben sich bei der Gestaltung des Erweiterungsbaus von 1909/10 an den älteren, ebenfalls auf sie zurückgehenden Gebäudeteil gehalten. Durch die Wiederholung der vorhandenen übergiebelten Fassade auf der Nordseite der Erweiterung entstanden zwei Seitenrisalite. Der nur wenig zurückgesetzte, dreiachsige Mittelabschnitt löst sich gleichermaßen fast vollständig in den großen Fensteröffnungen auf. Durch die achsenteilenden Pfeiler des Mittelabschnitts, die über dem dritten Obergeschoss durch Segmentbögen verbunden sind, gibt der Bau eine Skelettkonstruktion vor. Im Wesentlichen ist er allerdings massiv in Klinkermauerwerk ausgeführt, für das innere Gerüst (vorgefertigte Decken und deren Stützen) kam Stahlbeton in Anwendung. Das fünfte Geschoss ist durch ein Gesims abgesetzt, das die Trauflinien der Nachbargebäude aufnimmt. So ist eine Anpassung an die danebenstehenden, niedrigeren Bauten erreicht. Tatsächlich wirkt das fünfte Geschoss mit der Reihe seiner Biforienfenster mehr wie ein ausgebautes Dachgeschoss. Schmuck ist akzentuierend verteilt, hervorgehoben sind damit der Eingang, die beiden äußeren Fenster des ersten Obergeschosses und die Giebel über den Seitenrisaliten. Die Reliefs über den äußeren Fenstern im ersten Obergeschoss zeigen geschmeidiges Blätterwerk, das von verschiedenen Tieren bevölkert ist (Schlangen, Eichhörnchen, Vögel, Marder). Insgesamt fällt die feine Profilierung der Sandsteinfassade auf. Die Betonung der Linie entspricht dem gotisierenden Gepräge des Geschäftshauses. Mit dem Erweiterungsbau 1909/10 entstand durch die neuen Hintergebäude der Nord- und Westseite ein Lichthof, hinzu kam auch ein eigenständiges Treppenhaus, das einen Teil des Hofraums in Anspruch nimmt. Das Erdgeschoss war straßenseitig einer Ladennutzung vorbehalten, im Hofbereich befanden sich Niederlagen. Die Obergeschosse enthielten weite, nur wenig unterteilte Räume. Ein Erfordernis des Rauchwarenhandels bzw. -gewerbes war deren gute Belichtung, die durch die großen Fenster an den Fronten und zum Lichthof gewährleistet wurde. Das Licht musste gleichmäßig und neutral sein, wofür die blaue Kachelung des Hofes sorgte. Aufgrund der vollständigen gewerblichen Nutzung des Gebäudes ist sein Inneres recht nüchtern gehalten. Der im älteren Gebäudeteil befindliche Hausgang ist durch Blendbögen gegliedert. Wann die ockerfarbene Fliesenverkleidung der unteren Wandpartien, die sich im Treppenhaus bis oberhalb des zweiten Obergeschosses fortsetzt, angebracht wurde, ist nicht bekannt. Gleiches gilt für die Herstellung des Klinkerfußbodens im Durchgang und den Treppenhausbereichen der ersten beiden Obergeschosse. Die Treppe ist eine Stahlkonstruktion. Ihr schmiedeeisernes Geländer weist einfache, für die Zeit um 1910 typische Schmuckformen auf. Entsprechend sind auch die eisernen Feuerschutztüren gestaltet, die im I., II. und III. Obergeschoss beidseits des Treppenhauses zu den Arbeitsräumen führen. Im vierten Obergeschoss und im Dachgeschoss bestehen die Etagentüren aus Holz, deren gefelderte Flügel innen Blechbeschläge tragen. LfD/2000 | 09298404 |
| Direkt Bild zu diesem Denkmal hochladen | Gästehaus in geschlossener Bebauung | Ritterstraße 12 (Karte)                                       | 1984–1989 (Gästehaus) | mit Laden, Lückenschließungsbau in Mischbauweise (Platten- und monolithische Bauweise), städtebaulich exponierte Lage am Nikolaikirchhof, an Stelle der kriegszerstörten Alten Buchhändlerbörse, als prominentes Beispiel für das innerstädtische Bauen der DDR in den 1980er Jahren in Leipzig von baugeschichtlicher Bedeutung Denkmaltext Das Grundstück am Nikolaikirchhof gehört zu den geschichtsträchtigsten Orten in der Leipziger Innenstadt. Seit dem 15. Jahrhundert stand hier ein Fachwerkbau der Bursa Bavarica, welche 1834–1836 der klassizistischen Buchhändlerbörse weichen musste. Der Sitz des Börsenvereins der Deutschen Buchhändler entstand nach Plänen von Albert Geutebrück. Mit dem Umbau zum Konvikt 1892 nahm das Gebäude eine Mensa, einen Fechtboden und einen Übungssaal des Pauliner-Sängervereins auf. Nach schweren Zerstörungen im Zweiten Weltkrieg wurden später die Reste abgebrochen. Zwischen 1984 und 1989 errichtete das Leipziger Baukombinat ein sechsgeschossiges Gebäude mit dominierendem Erker und Mansarddach, welches die Lücke in der Straßenfront Ritterstraße schloss. Das Gebäude ist von dem zeittypischen Bemühen geprägt, die Plattenbauweise an innerstädtische Standorte anzupassen. Über einem monolithischen Erdgeschoss wurden an der Straßenfront neuentwickelte Wandelemente der Serie PH 16 montiert. Diese wiesen Fensterverdachungen und vor allem breite lisenenartige Gliederungen auf. Farblich mit einem kräftigen Rot abgesetzt ist ein markant hervortretender polygonaler Erker, der bis in den Dachbereich hineinreicht. Gerade mit der Verwendung eines gaubenbesetzten Mansarddaches sollte der Bau in die umgebende Bebauung integriert werden. Im Inneren waren unterschiedlich große Gästewohnungen der Universität eingerichtet. Das Gebäude prägt seither den Nikolaikirchhof maßgeblich – nicht zuletzt auf vielen Fotografien von den Montagsdemonstrationen 1989 ist es zu sehen. Als prominentes Beispiel für das innerstädtische Bauen der 1980er Jahre in Leipzig besitzt das Haus einen baugeschichtlichen Wert. LfD/2014 | 09305230 |
| Weitere Bilder                          | Wohn- und Geschäftshaus in geschlossener Bebauung | Ritterstraße 14 (Karte)                                       | 1903–1904 (Wohn- und Geschäftshaus) | Sandstein-Putz-Fassade in Formen des ausgehenden Historismus mit Jugend- und Reformstileinschlag, akzentuierender Bauschmuck und Betonung durch Erker, ortsentwicklungsgeschichtlich und baugeschichtlich von Bedeutung | 09298405 |
| Weitere Bilder                          | Universitätsbau (mit vier Hausnummern) in geschlossener Bebauung, mit Ladenzone | Ritterstraße 16; 16a; 16b; 22 (Karte)                         | 1891–1892 (Universität) | Klinkerfassade im Stil des Späthistorismus, überwiegend neogotische Anklänge, straßenraumprägende die beiden Stufengiebel, Gestaltung in Anlehnung an den Vorgängerbau von 1517, das Geburtshaus des Gelehrten und Philosophen Gottfried Wilhelm Leibniz (1646–1716), Architekt: Arwed Roßbach, baugeschichtlich, kunstgeschichtlich, universitätsgeschichtlich und ortsgeschichtlich von Bedeutung Denkmaltext Das Rote Kolleg entstand Anfang des 16. Jahrhunderts auf dem Gelände des alten Ratsmarstalls, der sich zwischen dem Großen und Kleinen Kolleg befand. Die Einrichtung des „Neuen Kollegs“, wie das Rote Kolleg zuerst hieß, erfolgte im Zusammenhang mit einer Universitätsreform, die auf Anordnung Herzog Georgs ab 1502 durchgeführt wurde. Sowohl der Abbruch des Marstalls als auch die Errichtung des neuen Kollegiums waren dem Leipziger Rat auferlegt worden. Zum Ausgleich erhielt er das bisherige Ordinarienhaus der Juristen am Peterskirchhof, an dessen Stelle nachher der neue Ratsmarstall aufgeführt wurde. Das große Gelände des alten Marstalls wurde mit zwei Gebäuden bebaut: 1503/04 errichtete der Rat das am Stadtgraben gelegene Haus, der Herzog hatte dafür sogar die Einbeziehung der Stadtmauer gestattet, 1511–1513 entstand das Vorderhaus an der Ritterstraße. (Die ältere Literatur verzeichnet merkwürdigerweise, dass die philosophische Fakultät das Vorderhaus auf eigene Kosten errichtete, Schulz 1784.) Wegen des hohen finanziellen Aufwands, erhob der Rat Anspruch auf einige Räume in dem Neubau. Herzog Georg entschied aber, dass das Neue Kolleg gänzlich der Artistenfakultät zur Verfügung stehen soll. Das Recht, in den neuen Baulichkeiten akademische Akte (Examina und Promotionen) abzuhalten, musste die philosophische Fakultät dem Großen Kolleg für 300 Gulden ablösen. Wann genau die Bezeichnung Rotes Kolleg aufkam, ist nicht sicher. Im späten 17. Jh. jedenfalls war sie eingebürgert. Unklar ist auch, ob der Name auf einen roten Anstrich oder die umfängliche Verwendung von Rochlitzer Porphyrtuff als Baumaterial zurückgeht. Das Rote Kolleg war nicht nur das architektonisch Bedeutsamste, was der Universitätsbereich aus den ersten rund 100 Jahren seiner Existenz zu bieten hatte, sondern gehörte überhaupt zu den anspruchsvollsten Leipziger Profanbauten vom beginnenden 16. Jahrhundert. Das zuerst entstandene Gebäude am Stadtgraben war fünfgeschossig. Auf den alten Stadtansichten differiert die Anzahl seiner Fensterachsen (9 oder 10). Jedenfalls trat der Bau nach außen hin stattlich in Erscheinung. Die Gewände der Vorhangbogenfenster waren aus Rochlitzer Porphyrtuff hergestellt. Über dem schlichten Spitzbogentor, dessen Rahmung ebenfalls aus Porphyrtuff bestand, war eine Inschrifttafel aus Sandstein angebracht, die die Errichtung des neuen Kollegs durch den Leipziger Rat dokumentierte: „Aedes hac Lipsici Senatus impensis sunt exstructae Anno a Natali Christi 1.5.1.3.“ Die Tafel (57 × 64 cm) ist noch vorhanden und befindet sich … Stepners Angabe „gegossen“ deutet auf eine Fassung der Steintafel. Nachrichten gibt es auch von einem Stadtwappen, das sich an oder in dem Gebäude befunden haben soll. Im Innern des rückwärtigen Baues (zuletzt Goethestraße 7) war am bemerkenswertesten der mit einem Netzgewölbe überspannte Saal im Südteil des Erdgeschosses. Auf der gegenüberliegenden Seite befand sich ein weiterer großer Raum, dessen Balkendecke auf Holzpfeilern ruhte. Über die Zeiten hinweg erfuhr das Hinterhaus des Roten Kollegs starke Veränderungen, u. a. 1797/98 umfassende Erneuerung, seitdem Mansarddach, bis es 1904 weitgehend neugebaut wurde. Von dem alten Gebäude blieb lediglich die Hofwand bestehen. Die zeitgenössische Literatur lobte den durch Architekt Theodor Kösser (Leipzig) erneuerten Bau: „Der Umbau hat nun etwas vollständig Neues hervorgebracht, wenn man nicht so bescheiden ist, an dem reichlich verwendeten roten Porphyrstein alte Erinnerungen zu nähren. Allerdings ist auch die alte Holzgalerie im obersten Stockwerk in reicherer Ausstattung und nunmehr auch überdacht wieder erstanden, im übrigen aber ist aus dem alten allereinfachsten Bau etwas ganz Neuartiges, Prunkvolles erstanden, das als durchaus persönliche Schöpfung betrachtet sein will. Die Gotik Baurat Kössers wirkt besonders aus den Fensterumrahmungen und den Giebelfeldern recht gut. Ganz prächtig ist jedenfalls die Gesamtwirkung, in der die Materialfarben vom Stein, Putz, Holz und Ziegel wunderbar zusammengehen. In dem neuen roten Kolleg besitzen wir ein Werk, das seine bevorzugte Lage in würdigster Weise repräsentiert.“ (Martzsch 1908, S. 204) Mit dem Umbau war für das ehemalige Hinterhaus des Roten Kollegs ein Bedeutungswandel eingetreten, es wendete sich nun ganz eigenständig nach außen zur großartigen Ringanlage. Damit dokumentierte sich auch hier, dass es die in sich abgeschlossenen Kollegien der alten Universität schon längst nicht mehr gab. 1943 brannte das Hinterhaus aus, an seiner Stelle wurde 1963–1965 das Studentenwohnheim „Jenny Marx“ (Goethestraße 6) errichtet. Das spätgotische Vorderhaus an der Ritterstraße hatte bis zum Abriss im Jahre 1891 weitgehend sein ursprüngliches Erscheinungsbild bewahrt. In den drei Geschossen beschränkte sich der architektonische Schmuck auf die Porphyrtuffgewände der Fenster, die mit halbhoch ansetzenden, gekreuzten Stäben versehen waren. Das spitzbogige Eingangsportal lag auf der Südseite. Im Dachbereich gab sich das Gebäude dagegen prächtiger, dort waren die Giebel des hohen Satteldachs und die Dachhäuschen (nach Ritterstraßenseite zwei, zum Hof eins) mit Blendmaßwerk verziert. Ein typisches Gestaltungsmittel in der Entstehungszeit des Gebäudes war auch die Stufung der Giebel, die später leider entfernt wurde. Die Hauptteil der Kollegiumsbaulichkeiten wurde zu Wohnzwecken verwendet, im Erdgeschoß der Vorderhauses befanden sich Läden. Im älteren Schrifttum ist noch das Vaporarium (heizbarer Raum) erwähnt, womit wohl der überwölbte Saal im Hinterhaus gemeint war. Dort haben einst die Magisterschmäuse und nachher öffentliche Bücherauktionen stattgefunden. Außer den beiden beschriebenen Hauptbauten gehörten noch zwei Seitengebäude und verschiedene Nebengelasse zum Roten Kolleg. 1727 wurde auf dem gepflasterten Hof eine Laterne aufgestellt. Im 19. Jh. war das Vorderhaus derart in Verfall geraten, dass eine Reparatur nicht mehr sinnvoll war. Somit wurden Neubaupläne gefasst. Zu diesem Zwecke hatte die Philosophische Fakultät 1860, 1862 und 1869 die Grundstücke Ritterstraße 18, 20 und 22 angekauft. Ein Bauersuchen ging jedoch erst am 17. Juni 1891 an den Rat der Stadt, Unterzeichner war der Leipziger Architekt Arwed Rossbach. Er gab an, dass die bestehenden Hausgrundstücke für ein neues Gebäude „verschmolzen“ werden sollen und dieses wie der alte Bau der philosophischen Fakultät sowie Wohn- und Geschäftszwecken dienen wird. Im Hof war außerdem ein Seitengebäude geplant, das bei Anwesenheit des Landesherrn im Königliche Palais (Goethestraße 7a-c, Ritterstraße 26) den königlichen Marstall aufnehmen sollte. Das gegenübergelegene, südliche Hofgebäude blieb bestehen, wurde aber im Erdgeschoß zu Remisen für die königlichen Wagen umgebaut. Am 24. Dez. 1891 zeigte das Universitätsrentamt die Fertigstellung des Rohbaus an. Am 26. Sept. 1892 wurde die Vollendung des Baues gemeldet. Für die Bauausführung war wohl Maurermeister Richard Uhlemann verantwortlich. Infolge der Zerstörungen des II. Weltkrieges und der Erneuerungen der Nachkriegszeit hat das Rote Kolleg seine jahrhundertealte, bei den bis hierher beschriebenen Erneuerungen nicht wesentlich geänderte Struktur eingebüßt. Das Hofgebäude von 1891/92 wurde zur Gewinnung von Baufreiheit für den Wohnheimneubau (Goethestraße 6) abgerissen. Somit zeugt heute von der historischen Bebauung des Roten Kollegs nur noch das Vorderhaus an der Ritterstraße. Es hat im Verlauf seines Bestehens keine größeren Umbauten erfahren. 1993–1996 erfolgte eine Sanierung des Gebäudes unter Leitung des Staatshochbauamtes Leipzig II, Planung Architekturbüro Göschel und Sziegoleit (Leipzig), restauratorische Untersuchungen und Wiederherstellung von Wandfassungen, bereits 1991/92 hatten Erneuerungsarbeiten im Erdgeschoß stattfanden. Das „Rote Kolleg“ ist ein stattliches, viergeschossiges Gebäude mit hohem Satteldach. Rossbach entwarf selbstverständlich ein seinerzeit in Bauweise und Ausstattung modernes Bauwerk. Zugleich war ihm offenbar die Erinnerung an die alten traditionsreichen Baulichkeiten und der Fortbestand des bildhaften Namens wichtig, so dass er den Neubau in ein neugotisches Gewand kleidete. Über dem sandsteinverkleideten Erdgeschoss mit gedrungenen Säulen erheben sich die rot verklinkerten Obergeschosse. Große, dicht gereihte Fenster mit Sandsteinrahmungen in spätgotischen und renaissancistischen Formen verleihen dem Bau den Charakter eines öffentlichen Gebäudes, obgleich es vorwiegend Wohnzwecken diente. Die philosophische Fakultät nutzte lediglich die Räume des ersten Obergeschosses. Den stärksten Bezug auf den Vorgängerbau zeigen die Seitenrisalite durch Blendmaßwerk und Stufengiebel. In der Fassade sind die nur gering vortretenden Risalite durch die Balkone des II. Obergeschosses, deren durchbrochene Brüstungen kunstvoll gearbeitet sind, hervorgehoben. Die seitlichen Balkone geben gemeinsam mit dem Austritt des ersten Obergeschosses, der den Eingang betont, der Fassade ein raumgreifendes und vor allem auch rhythmisches Moment. Am Balkon im ersten Obergeschoß erscheint als „Wappen“ das Siegel der Fakultät (jetzt in Kopie), es wird begleitet von einem teilweise verwitterten Inschriftband: „FACVLTAS PHILOSOPHICA“. Über dem Eingang ein Relief mit Blatt- und Blütenranken. In der Dachgestaltung war Wechselspiel gesucht, unterschiedlich geformte Dachgaupen sind alternierend angeordnet. Bei der Sanierung 1993–1996 fand leider keine vollständige Wiederherstellung der ursprünglichen Dachgestaltung statt, so fehlen an der Vorderseite die Spitzhauben der doppelachsigen Dachhäuschen und die dreieckigen Lukarnen über den einachsigen Gaupen. Der auf den Plänen erscheinende Dachreiter ist nicht ausgeführt worden. Die Rückfront ist in einer schlichten Klinkerarchitektur gehalten, grün glasierte Ziegel schaffen eine einfache Gliederung. Ursprünglich nahm das Erdgeschoß außer Verkaufsläden ein Weinrestaurant auf, es befand sich in einigen Räumen auf der Südseite. Heute wird der gesamte südliche Erdgeschossteil gastronomisch genutzt. Reich gestaltet ist Durchfahrt mit Pilastern, Knospenkonsolen, Kreuzrippengewölben und gotisierender Ausmalung. Auch die beidseits angebrachten schmiedeeisernen Tore sind aufwendig gearbeitet. In der Durchfahrt erinnerte eine Inschriftplatte an die Gründung und Erneuerung des Bauwerks: „Rothes Colleg/ erbaut/ 1517/ unter Herzog/ Georg dem Bärtigen/ von Grund aus/ neu errichtet/ 1891–1892/ unter König Albert.“ An der Grundrissgestaltung des Gebäudes ist der Mittelgang und die Anlage zweier paralleler Treppenhäuser auffällig. Einst existierte eine dritte Treppe, die zur separaten Erschließung der Fakultätsräume im ersten Obergeschoß vorgesehen war. Die innere Ausgestaltung ist stilgemäß, aber im Vergleich mit dem Außenbau weitaus bescheidener gehalten. Die Treppenhäuser sind mit Holztreppen in neugotischen Formen versehen, Schablonenmalerei in Grün schmückt die Wände. Erwähnenswerte Raumausstattung findet man lediglich im ersten Obergeschoss: Decken mit Stuckprofilen, Paneele im ehemaligen Sitzungszimmer der philosophischen Fakultät. Beachtung verdient auch die doppelte Unterkellerung des Gebäudes. | 09298407 |
| Weitere Bilder                          | Geschäftshaus in geschlossener Bebauung, mit Teilen der Hofbebauung und rückwärtigem Gebäude an der Ritterstraße (Anschriften: Nikolaistraße 20, 22 und Ritterstraße 23, 25) | Ritterstraße 23; 25 (Karte)                                   | 1895–1897 (Geschäftshaus) | Geschäftshauskomplex über unregelmäßigem Grundriss, Straßenfassaden zur Nikolaistraße und zur Ritterstraße mit Sandsteinverkleidung in kräftigen neubarocken Formen als Reminiszens auf die lokale Bautradition, Fassadengestaltung des Durchgangshofes schlichter mit Putz- und Klinkergliederungen, ursprünglich vorwiegend Pelzhandelshaus, heute Wohn- und Geschäftshaus, Architekt: Max Pommer, ortsentwicklungsgeschichtlich, baugeschichtlich und baukünstlerische Bedeutung | 09298382 |
|                                         | Universitäts-Verwaltungsgebäude in geschlossener Bebauung in Ecklage | Ritterstraße 24 (Karte)                                       | 1817, im Kern älter (Verwaltung) | Putzbau in klassizistischen Formen, mit Putz- und Steingliederungen, ursprünglich Stiftung des Landesherrn, Lehr- und Unterkunftsgebäude, später Nutzung durch verschiedene Seminare, ortsgeschichtliche, universitätsgeschichtliche und baugeschichtliche Bedeutung | 09298408 |
| Direkt Bild zu diesem Denkmal hochladen | Brunnenschacht mit Abdeckplatte einer Handschwengelpumpe | Ritterstraße 24 (neben) (Karte)                               | vor 1880 (Handschwengelpumpe) | ortsgeschichtlich von Bedeutung | 09298656 |
| Weitere Bilder                          | Ehemaliges Palais, heute Universitäts-Verwaltungsbau in geschlossener Bebauung in Ecklage, im Innern Denkmal für die Gefallenen des 1. Weltkrieges | Ritterstraße 26 (Karte)                                       | 1860–1861, später überformt (Palais), 1924, Gedenktafel (Kriegerdenkmal 1. Weltkrieg)                                                           | erbaut als ständiger Wohnsitz des sächsischen Königspaares für seine Besuche in Leipzig, Gebäude liegt auf Universitätsbesitz, Putzfassade im Stil der Neurenaissance, Putz- und Steingliederungen, Front zur Goethestraße aufwändiger gestaltet, flache Vorlage mit Pilasterstellungen in den Hauptgeschossen, Architekt: Albert Geutebrück (1801–1868), im Innern Senatssaal in reichem Neubarock, baugeschichtlich, baukünstlerisch und ortsgeschichtlich von Bedeutung | 09298260 |
|                                         | Geschäftshaus (mit zwei Hausnummern), später Hotel, dann städtische Verwaltung, in ehemals geschlossener Bebauung in Ecklage | Ritterstraße 30; 36 (Karte)                                   | 1897–1898 (Geschäftshaus) | prächtige späthistoristische Sandstein-Putz-Fassade mit Vorlage und vorkragender Eckbetonung mit Kuppelhaube, Dachbereich rekonstruiert, ortsentwicklungsgeschichtlich und baugeschichtlich von Bedeutung | 09298409 |
|                                         | Geschäftshaus in geschlossener Bebauung, mit Hofgebäuden | Ritterstraße 38; 40 (Karte)                                   | 1896 (Geschäftshaus) | Sandsteinfassade in späthistoristischen Formen, seitlicher Hausdurchgang durch Vorlage und Zwerchhäuschen betont, entsprechend der ehem. Nutzung als Pelzhandelshaus hell verkachelte Hoffronten, ortsentwicklungsgeschichtlich und baugeschichtlich von Bedeutung | 09298410 |
|                                         | Geschäftshaus in geschlossener Bebauung, mit Hofgebäuden | Ritterstraße 42 (Karte)                                       | 1913 (Geschäftshaus) | Sandsteinfassade im Reformstil um 1910/15, Steingliederungen und akzentuierender, teils figürlicher Schmuck, Mittenbetonung durch flachen Erker, ehemals Pelzhandelshaus, ortsentwicklungsgeschichtlich und baugeschichtlich von Bedeutung | 09298411 |
|                                         | Geschäftshaus in geschlossener Bebauung, mit Hofgebäuden | Ritterstraße 44 (Karte)                                       | 1911 (Geschäftshaus) | reich gegliederte und dekorierte Sandsteinfassade, im Reformstil der Zeit um 1910, akzentuierender Bauschmuck mit Bezug auf die ehemalige Funktion als Pelzwarenhandelshaus (siehe auch: Brühl 74), baugeschichtlich und ortsentwicklungsgeschichtlich von Bedeutung | 09298412 |
| Direkt Bild zu diesem Denkmal hochladen | Einzeldenkmal der Sachgesamtheit Promenadenring: Parkanlage (siehe Sachgesamtheitsliste – Obj. 09306630) | Roßplatz                                                      | ab 1857 (Parkanlage) | Lenné-Anlage (umgangssprachlich »Schillerpark«), 1857 beauftragte Bürgermeister Otto Koch den preußischen Gartendirektor Peter Joseph Lenné (1789–1866) mit dem Entwurf des südlichen Abschnitts des Promenadenrings, ortsentwicklungsgeschichtliche, gartenkünstlerische und städtebauliche Bedeutung | 09292774 |
| Weitere Bilder                          | Einzeldenkmal der Sachgesamtheit Promenadenring: Denkmal für Robert Schumann (siehe Sachgesamtheitsliste – Obj. 09306630) | Roßplatz (Karte)                                              | 1875 (Denkmal) | kleiner Steinobelisk mit Bildnismedaillon in Bronze, weltweit erstes Denkmal für den Komponisten Robert Schumann (1810–1856), Bestandteil der Lenné-Anlage des Promenadenrings, ortsgeschichtliche, personengeschichtliche, kulturgeschichtliche und künstlerische Bedeutung | 09290552 |
|                                         | Einzeldenkmal der Sachgesamtheit Promenadenring: Denkmal für Otto Koch (siehe Sachgesamtheitsliste – Obj. 09306630) | Roßplatz (Karte)                                              | 1899 (Denkmal) | zur Erinnerung an Bürgermeister Dr. Otto Koch (1810–1876), Marmor-Büste auf Postament über gestuftem Sockel, Inschrift von Stadtarchivar Gustav Wustmann, seit 1996 Kopie von Büste und Postament, Original im Stadtgeschichtlichen Museum deponiert, Bildhauer: Carl Seffner, Bestandteil der Lenné-Anlage des Promenadenrings, ortsgeschichtliche, künstlerische und personengeschichtliche Bedeutung | 09290551 |
| Direkt Bild zu diesem Denkmal hochladen | Wohnhaus als Vierflügelbau (Anschriften: Katharinenstraße 2/4, Reichsstraße 11/13 und Salzgäßchen 3) und Leuchtreklame der Milchbar Pinguin (Pinguin-Ausleger und Schriftzug) sowie Brunnen im Innenhof | Salzgäßchen 3 (Karte)                                         | 1962–1964 (Wohnblock), vermutl. 1964 (Werbung), 1964 (Brunnen)                                                                                  | baugeschichtliche, künstlerische und städtebauliche Bedeutung, Wohnhaus im Stil der Nachkriegsmoderne, Fassade mit Sandsteinplatten und Keramikflächen gestaltet, die Leuchtreklame besitzt Seltenheitswert, Zeugnis der DDR-Werbegeschichte | 09261917 |
| Weitere Bilder                          | Ehemaliger Messepalast in offener Bebauung (Anschrift: Grimmaische Straße 1, 3, 5, 7, Naschmarkt 1, 3, Reichsstraße 1, 3, 5, 7, 9 und Salzgäßchen 6), heute Hotel | Salzgäßchen 6 (Karte)                                         | 1908–1909 (Messehaus) | einer der frühesten Messepaläste der Stadt, mit Innenhof, Durchfahrten und Läden, straßenbildprägender Bau im Reformstil um 1910, Fassaden teils verputzt, teils mit Natursteinverkleidung, Natursteingliederungen, Architekten: Weidenbach & Tschammer, baugeschichtlich, ortsentwicklungsgeschichtlich und städtebaulich von Bedeutung | 09298261 |
| Direkt Bild zu diesem Denkmal hochladen | Einzeldenkmal der Sachgesamtheit Promenadenring: Parkanlage (siehe Sachgesamtheitsliste – Obj. 09306630) | Schillerstraße                                                | ab 1857 (Parkanlage) | Lenné-Anlage (umgangssprachlich »Schillerpark«), 1857 beauftragte Bürgermeister Otto Koch den preußischen Gartendirektor Peter Joseph Lenné (1789–1866) mit dem Entwurf des südlichen Abschnitts des Promenadenrings, ortsentwicklungsgeschichtliche, gartenkünstlerische und städtebauliche Bedeutung | 09292774 |
| Weitere Bilder                          | Einzeldenkmal der Sachgesamtheit Promenadenring: Denkmal für Christian Fürchtegott Gellert (siehe Sachgesamtheitsliste – Obj. 09306630) | Schillerstraße (Karte)                                        | 1909 (Denkmal) | zur Erinnerung an den Dichter und Philosophen Christian Fürchtegott Gellert (1715–1769), nach der Vorlage von Oeser aus dem Jahr 1774, Urne mit Putten auf kanneliertem Säulenstumpf, Vorderseite Bildnismedaillon, Rückseite Inschriftmedaillon, Bestandteil der Lenné-Anlage des Promenadenrings, ortsgeschichtlich, personengeschichtlich, kulturgeschichtlich und künstlerisch von Bedeutung | 09290580 |
| Weitere Bilder                          | Einzeldenkmal der Sachgesamtheit Promenadenring: Denkmal für Friedrich Schiller (siehe Sachgesamtheitsliste – Obj. 09306630) | Schillerstraße (Karte)                                        | 1914 (Denkmal) | zur Erinnerung an den Dichter Friedrich von Schiller (1759–1805), weißer Marmor, Stele mit Bildnisbüste, flankiert von einer weiblichen und männlichen Aktfigur (Tragik und Erhabenheit), Bestandteil der Lenné-Anlage des Promenadenrings, ortsgeschichtlich, personengeschichtlich, kulturgeschichtlich und künstlerisch von Bedeutung | 09290579 |
|                                         | Wohn- und Geschäftshaus in geschlossener Bebauung in Ecklage (Anschriften: Schillerstraße 3 und Peterskirchhof 4) | Schillerstraße 3 (Karte)                                      | 1861–1862 (Wohn- und Geschäftshaus) | repräsentativer Putzbau in Formen der Neurenaissance, Sandsteingliederungen, Attikaabschluss, ortsentwicklungsgeschichtlich, baugeschichtlich und baukünstlerisch von Bedeutung Denkmaltext 1861–1862 für Konsul Dr. Friedrich Gustav Schulz als Wohn- und Geschäftshaus errichtet, mit der Ausführung war Maurermeister Heinrich Pausch beauftragt. 1907 mit der Übernahme durch die Hypothektenbank AG verschiedene Umbauarbeiten, u. a. Einbau eines elektrischen Aufzugs der Fa. Schelter & Giesecke. Das Gebäude diente nun vorrangig Geschäftszwecken. Der viergeschossige Bau steht wirkungsvoll an der Einmündung des Neumarkts. Seine reich geschmückten, symmetrisch unterteilten Fassaden sind im Stil der Neurenaissance, angelehnt an Vorbilder der italienischen Palazzoarchitektur, gestaltet. Als seitliche Einfassung dienen flache Vorlagen, deren Gliederungselemente von Geschoss zu Geschoss unterschiedlich sind. An den Hauptfronten zur Schillerstraße und zum Neumarkt Betonung der Mitte durch Balkone mit Steinbalustrade oder kunstvollem Schmiedeeisengitter. Die Fenster, deren Rahmungen aus Sandstein bestehen und teils stiltypischem Steinmetzschmuck tragen, sind vielfach gekuppelt. Das seit Anfang als Geschäftszone eingerichtete Erdgeschoss weitgehend in großen rundbogig oder gerade geschlossenen Schaufenstern geöffnet, zwischen der Fensterreihe zur Schillerstraße liegt mittig der Hauszugang. Über dem ausladenden Kranzgesims eine Attika als oberer Abschluss. Das Gebäude ist Teil der nach Abbruch der Stadtmauer in diesem Bereich (ab 1860) entstandenen Bebauung von repräsentativen Wohn- und Geschäftshäusern, die sich mit ihren Schaufassaden stadtauswärts richteten. Es dokumentiert damit die städtebauliche Öffnung der Altstadt und markiert auch den Beginn für deren Umgestaltung zu einem modernen Geschäftszentrum. Aus diesen Aspekten leitet sich der stadtentwicklungsgeschichtliche Aussagewert des Hauses ab. Als sehr qualitätvolles Beispiel der Leipziger Baukunst im Stil der Neurenaissance hat es baugeschichtliche und baukünstlerische Bedeutung. LfD/2014 | 09298358 |
| Weitere Bilder                          | Wohn- und Geschäftshaus in geschlossener Bebauung in Ecklage, mit Aufzug (Anschriften: Schillerstraße 4 und Magazingasse 2) | Schillerstraße 4 (Karte)                                      | 1859–1860 (Wohn- und Geschäftshaus), 1929–1930 (Aufzug)                                                                                         | historistische Natursteinfassade in Formen der Neurenaissance, in jüngerer Zeit reduziert und überformt, Steingliederungen und Bildhauerschmuck, Aufzug von 1929/1930 erhalten, Innenhof nachträglich überdacht, Architekt: August Zocher, ortsentwicklungsgeschichtlich, baugeschichtlich und baukünstlerisch von Bedeutung | 09298325 |
| Weitere Bilder                          | Geschäftshaus in geschlossener Bebauung, mit Rückgebäude zur Magazingasse (Anschriften: Schillerstraße 5 und Magazingasse 4) | Schillerstraße 5 (Karte)                                      | 1863 (Geschäftshaus) | historistische Putzfassade in Formen der Neurenaissance, Putz- und Sandsteingliederungen, Mittenbetonung durch Balkone in den Hauptgeschossen, zur Magazingasse etwas schlichtere Putzfassade mit Putz- und Sandsteingliederungen, Architekt: Gustav Müller, ortsentwicklungsgeschichtliche, baugeschichtliche und baukünstlerische Bedeutung | 09298329 |
| Weitere Bilder                          | Wohn- und Geschäftshaus in geschlossener Bebauung, heute Fakultätsgebäude der Universität, mit Rückgebäude in der Magazingasse (Anschriften: Schillerstraße 6 und Magazingasse 6) | Schillerstraße 6 (Karte)                                      | 1863 (Wohn- und Geschäftshaus), 1896–1897, Erweiterung Magazingasse 6 (Wohn- und Geschäftshaus)                                                 | historistische Putzfassade in Formen der Neurenaissance, Putz- und Sandsteingliederungen, Erdgeschoss rustiziert, Mittenbetonung durch flache Vorlage mit Pilaster- und Säulenstellungen (Palladio-Motiv), Rückgebäude in der Magazingasse mit späthistoristischer Sandsteinfassade in renaissancistischen und barockisierenden Formen, ortsentwicklungsgeschichtliche, baugeschichtliche und baukünstlerische Bedeutung | 09298331 |
| Direkt Bild zu diesem Denkmal hochladen | Wohnhochhaus (Anschrift: Universitätsstraße 20) in geschlossener Bebauung in Ecklage sowie angrenzende Wohnhäuser (Anschrift: Schillerstraße 7 und Universitätsstraße 18) in geschlossener Bebauung | Schillerstraße 7 (Karte)                                      | 1959–1960 (Wohnhaus) | Putzbauten mit Putzgliederungen, Wohnhochhaus mit strengem Fassadenraster und Fliesenverkleidung, Ladenzone mit Natursteinverkleidung, städtebaulich akzentuierende Lage, ortsentwicklungsgeschichtliche und baugeschichtliche Bedeutung | 09298451 |
| Weitere Bilder                          | Fassaden eines Wohn- und Geschäftshauses in geschlossener Bebauung in Ecklage (Petersstraße 48 und Schloßgasse 2, 4) sowie Ausstattung des Eingangsbereiches | Schloßgasse 2; 4 (Karte)                                      | 1887–1888 (Fassade) | Putzfassade mit reichen Steingliederungen im Stil der deutschen Neorenaissance, Architekt: Arwed Roßbach, Geburtshaus des Leipziger Künstlers Max Klinger, ortsentwicklungsgeschichtlich, baugeschichtlich und baukünstlerisch sowie kunstgeschichtlich von Bedeutung Denkmaltext 1887/88 für den Seifen- und Parfümeriefabrikanten Heinrich Louis Klinger nach Entwurf Arwed Roßbachs errichtetes Wohn- und Geschäftshaus. 1995/1996 Entkernung, sodass von dem ursprünglichen Bau nur noch die Fassaden und Teile des Erdgeschosses erhalten blieben. Die Fassaden des Eckhauses zeigen in typischer Weise eine horizontale Zweiteilung, Erdgeschoss und erstes Obergeschoss als Laden- und Geschäftszone gestaltet und optisch zusammengeschlossen, Trennung von den darüberliegen Wohngeschossen durch Balkone auf Konsolen. Die Wohngeschosses weisen reiche Steindekorationen in Formen der so genannten deutschen Renaissance auf, wobei auch Einflüsse niederländischer Baukunst erkennbar sind, ergänzt werden die plastischen Schmuckelemente durch rekonstruierte Dekorationsmalereien. Die verbrochene Ecke ist mit Säulenportal im Erdgeschoss sowie Erker und Türmchenaufsatz betont, seitlich des Türmchens aufwändig gestaltete Zwerchgiebel. Als äußerer Abschluss der Schlossgassenfront weiterer Erker, darüber kleinerer Zwerchgiebel. Das Gebäude bzw. seine im historischen Bestand erhaltenen Teile (Fassaden und Reste des Erdgeschosses mit Ausstattungselementen) dokumentierten die im letzten Drittel des 19. Jh. beginnende, tiefgreifende Umformung der Leipziger Innenstadt zum modernen Geschäftszentrum, hierdurch erlangt es ortsentwicklungsgeschichtliche Aussagekraft. Als architektonisch hochwertiges Beispiel des historistischen Wohn- und Geschäftshausbaus und Zeugnis der Bautätigkeit des namhaften Architekten Arved Rossbach auf diesem Gebiet erlangt das Objekt auch baugeschichtliche und baukünstlerische Bedeutung. Kunsthistorische Bedeutung erlangt es durch die Erinnerung an den international renommierten Maler und Bildhauer Max Klinger, es zeigt dessen Geburtsstätte und verweist auf seine Herkunft. LfD/2014 | 09298399 |
| Weitere Bilder                          | Geschäftshaus in ehemals geschlossener Bebauung in Ecklage | Schuhmachergäßchen 1; 3 (Karte)                               | 1908–1909 (Geschäftshaus) | reich gestaltete Fassade in Jugendstilformen mit fernöstlichen Anklängen als werbeträchtiger Bezug zu den Handelsprodukten der Firma Riquet & Co., Putz- und Steingliederungen, dazu Schmuck in Malerei und Mosaik, am Eingang zwei in Kupfer getriebene Elefantenköpfe als Firmenzeichen, exponierte Ecksituation, Architekt: Paul Lange, ortsentwicklungsgeschichtlich, baugeschichtlich und baukünstlerisch von Bedeutung | 09298423 |
| Weitere Bilder                          | Ehemaliger Messepalast in geschlossener Bebauung mit Passage (Anschriften: Nikolaistraße 3/5/7/9, Reichsstraße 4/6 und Schuhmachergäßchen 2), Brunnen sowie Gedenktafel | Schuhmachergäßchen 2 (Karte)                                  | 1908–1909 (Messehaus); Gedenktafel für den Lustspieldichter Roderich Benedix (Gedenktafel); Für den Dichter Siegrf. Aug. Mahlmann (Gedenktafel) | in drei Abschnitten errichteter Eisenbetonskelettbau mit steinverkleideten Fassaden im Reformstil um 1910, akzentuierender Bildhauerschmuck in Stein und Metall, Ergänzungsbau am Nikolaikirchhof durch eigenständige Gestaltung und turmartige Überhöhung von den älteren Gebäudeteilen etwas abgesetzt, Passagensystem mit drei Lichthöfen, diese teils im historischen Sinn, teils modern gestaltet, im Lichthof A vom Vorgängerbau stammende Gedenktafel für den Lustspieldichter Roderich Benedix (1811–1873), Architekt: Emil Franz Hänsel, ortsentwicklungsgeschichtlich, baugeschichtlich und baukünstlerisch sowie personengeschichtlich von Bedeutung | 09298368 |
| Direkt Bild zu diesem Denkmal hochladen | Spolien und Stücke der ehemaligen Ausstattung eines Wohnhauses und einer Gaststätte | Sporergäßchen 1 (Karte)                                       | Ende 19. Jh. (Lampe), 16. Jh. (Portal), Ende 19. Jh. (Bauplastik)                                                                               | spätmittelalterlicher Natursteinbogen und historistische Tür, Küfer-Figur an der Ecke, Ausleger an Burgstraße und Sporergäßchen, handwerklich-künstlerisch und ortsgeschichtlich von Bedeutung | 09303119 |
| Weitere Bilder                          | Ehemaliges Wohn- und Handelshaus (mit Relief) in geschlossener Bebauung in Ecklage, mit Hofbebauung | Sporergäßchen 2 (ehemals als Petersstraße 24 geführt) (Karte) | 1749–1750 (Wohnhaus) | stattliche Putzfassade, zur Petersstraße mit Holzerker, trotz Veränderungen einer der letzten und bedeutendsten Barockbauten in der Innenstadt, Baumeister: George Werner, ortsgeschichtlich, baugeschichtlich und baukünstlerisch von Bedeutung Denkmaltext Das einstige Wohn- und Handelshaus wurde 1749–1751 durch den Maurermeister George Werner und den Zimmermeister Johann Gottlob Rühl errichtet. Bauherr war der Kaufmann und Kramermeister Johann Martin Haugk. Im 19. und 20. Jahrhundert erfolgten verschiedene bauliche Veränderungen, sodass an der barocken Originalsubstanz starke bauliche Einbußen zu verzeichnen sind. Einschneidend waren zum Beispiel 1894 umfangreiche Umbauten in den Obergeschossen, als der Besitzer Paul Kühn in dem Haus ein Spezialgeschäft für Werkzeuge und Stahlwaren einrichtete, sowie 1904 die Umnutzung des Hauses zum „Meßlokal“, in dieser Funktion erhielt es 1908 den Namen „Der Grönländer“. Der Haustradition nach soll ein Angehöriger der Hausbesitzerfamilie im nördlichen Eismeer verunglückt und durch einen Einheimischen (Grönländer) gerettet worden sein. Durch die genannten Baumaßnahmen ging die ursprüngliche Gestaltung des Erdgeschosses vollständig verloren und die innere Struktur des ganzen Gebäudes wandelte sich stark. Bei der letzten großen Sanierung 1992–1994 war man bemüht, einerseits das äußere Erscheinungsbild des Baues in barocker Form zurückzugewinnen und andererseits eine moderne Nutzung zu ermöglichen, letzteres führte unter anderem zur Überdachung des Hofraumes. Trotz der starken Veränderungen erscheint „Der Grönländer“ immer noch als eine der typischen Hausanlagen mit Innenhof, die für die Hauslandschaft Leipzigs in der Altstadt lange Zeit kennzeichnend waren. In diesem Fall umfasst der insgesamt weitgehend regelmäßig angelegte Gebäudebestand ein fünfgeschossiges Vorderhaus und drei viergeschossige Hofbauten, die einen rechteckigen Hof umschließen. Die verputzten Fassaden sind mit schmalen Lisenen gegliedert und die Brüstungsfelder mit rechteckigen Putzspiegeln versehen. Die zur Petersstraße gerichtete Hauptfront erfährt zur Mitte hin eine reizvolle Steigerung, indem hier mit dem Portal, einem dreigeschossigen Erker und einem größeren Dachhaus plastische und bewegte Formen mit der ansonsten strengen und klaren Fassadengliederung kontrastieren. Elegant ist die Vorbereitung dieser Mittenbetonung durch eine flache Vorlage. Schmückende Einzelelemente in der Mittelachse weisen der Bauzeit entsprechend Rokokoformen auf. Über dem rekonstruierten Portal ist der Erker durch zwei weibliche Liegefiguren, die sich auf einen Galionskopf (?) stützen und als Attribute Kartusche bzw. Segel haben. Am Erker ist das vergoldete Hauszeichen angebracht, das den namengebenden, grönländischen Retter im Kajak zeigt. Aufgrund der wechselvollen Baugeschichte sind im Innern des Gebäudes barocke Ausstattungsdetails nur noch in Resten zu finden, zum Beispiel die Treppenhausbemalung. Das ehemalige Wohn- und Handelshaus „Der Grönländer“ ist ein bedeutendes Beispiel der bürgerlichen Baukunst Sachsens um die Mitte des 18. Jh. Es veranschaulicht die bedeutende Rolle der Handels- und Messestadt Leipzig in dieser Zeit. Es dokumentiert die damals glänzende ökonomische Situation der ansässigen Handelsherren und Kaufleute, die die führende Schicht der Stadt bildeten. Es verweist auch auf die eigenständige lokale Bauentwicklung, die durch hervorragende Maurer- und Zimmermeister, unter denen der hier tätige George Werner einer der bedeutendsten war, getragen wurde. Aus diesen Gründen erlangt das Objekt ortsgeschichtliche, baugeschichtliche und baukünstlerische Bedeutung. LfD/2017 | 09298393 |
| Weitere Bilder                          | Denkmal für Johann Sebastian Bach | Thomaskirchhof (Karte)                                        | 1907–1908 (Denkmal) | zur Erinnerung an den Komponisten und Thomaskantor Johann Sebastin Bach (1685–1750), Standbild in Bronze auf Kalksteinsockel, Hauptwerk des Bildhauers Carl Seffner, künstlerisch, kunstgeschichtlich und personengeschichtlich von Bedeutung | 09298448 |
|                                         | Geschäftshaus in geschlossener Bebauung (Anschrift: Burgstraße 1, 3, 5) und Hinterhaus (Anschrift: Thomaskirchhof 10) | Thomaskirchhof 10 (Karte)                                     | 1907–1910 (Geschäftshaus) | Natursteinfassade, bleiverglaste Treppenhausfenster, Gebäude mit Innenhof, Fassadengestaltung im Stil der deutschen Neorenaissance, straßenbildprägende Lage, Architekt: Peter Dybwad, ortsentwicklungsgeschichtlich, baugeschichtlich und baukünstlerisch von Bedeutung | 09298234 |
| Weitere Bilder                          | Wohn- und Geschäftshaus in geschlossener Bebauung, mit Hofgebäuden | Thomaskirchhof 11 (Karte)                                     | bezeichnet 1883 (Wohn- und Geschäftshaus) | markante Naturstein-Putz-Fassade in historistischen Formen, ortsentwicklungsgeschichtliche und baugeschichtliche Bedeutung Denkmaltext Das Wohn- und Geschäftshaus wurde 1882–1883 nach Plänen des Architekten Carl Planer errichtet, Bauherr war der Juwelier J. R. Heine. Das Vorderhaus zum Thomaskirchhof ist viereinhalbgeschossig und hat eine aufwändig gegliederte Fassade mit Natursteingliederungen. Erdgeschoss und Entresol bilden optisch eine Einheit und fungieren als Ladenzone, zwischen pfeilerartigen Wandstücken mit Porphyrtuffverkleidung öffnen sich Läden mit kunstvollen Eingangs- und Schaufenstergestaltungen. Die Obergeschosse präsentieren sich in zeittypischen renaissancistischen Formen, hier bestehen die Gliederungselemente aus Sandstein. Erhöhter Schmuckaufwand hebt das erste und zweite Obergeschoss, die durch Kolossalpilaster zusammengefasst sind, hervor. Zum Schmuckrepertoir gehören hier außerdem Fensterrahmungen mit Säulen und Hermenpilastern sowie Muschelnischen. An der abgerundeten Ecke ist ein Kartusche mit dem Baudatum des Gebäudes zu sehen. Das dritte Obergeschoss ist durch ein Gesims abgesetzt, die Dekoration ist hier zurückgenommen und besteht im Wesentlichen nur aus Pilastern, die das Traufgesims mit Konsolen tragen. Die beiden westlichen Achsen der nach Norden ausgerichteten Hauptfront sind etwas abgeknickt und gestalterisch untergeordnet. Hier wie auch im dritten Obergeschoss und an der Fassade des dreieinhalbgeschossigen Seitenflügels, die sich zur östlichen Schluppe wendet, treten auch Putzflächen in Erscheinung. Das Gebäude ist Teil der historischen Bebauung um die Thomaskirche. Es ist ein Zeugnis für den im ausgehenden 19. Jh. beginnenden, tiefgreifenden Wandel der Leipziger Altstadt zu einem modernen Geschäftszentrum, unter diesem Aspekt erlangt es ortsentwicklungsgeschichtliche Aussagekraft. Als markantes Beispiel der historistischen Geschäftshausarchitektur hat es zudem baugeschichtliche Bedeutung. LfD/2017 | 09298428 |
| Weitere Bilder                          | Wohnhaus in halboffener Bebauung (Anschrift: Thomaskirchhof 12 und Burgstraße 2) | Thomaskirchhof 12 (Karte)                                     | 1841, im Kern älter (Wohnhaus) | ehemals Homöopathische Centralapotheke, Wirkungsstätte von Willmar Schwabe, Putzfassade in schlichten klassizistische Formen, baugeschichtlich, ortsgeschichtlich, wissenschaftlich und personengeschichtlich von Bedeutung | 09298240 |
| Weitere Bilder                          | Wohn- und Geschäftshaus in halboffener Bebauung (bauliche Einheit mit Nr. 14) | Thomaskirchhof 13 (Karte)                                     | bezeichnet 1886 (Wohn- und Geschäftshaus) | historistische Sandsteinfassade in Formen der Neurenaissance, Pilastergliederung, ortsentwicklungsgeschichtlich und baugeschichtlich von Bedeutung | 09298429 |
| Weitere Bilder                          | Wohn- und Geschäftshaus in geschlossener Bebauung (bauliche Einheit mit Nr. 13), mit Hofgebäude | Thomaskirchhof 14 (Karte)                                     | bezeichnet 1889 (Wohn- und Geschäftshaus), 1598 (Hinterhaus)                                                                                    | historistische Sandsteinfassade in Formen der Neurenaissance, Pilastergliederung, Hofgebäude im Kern Fachwerkbau, ortsentwicklungsgeschichtlich und baugeschichtlich von Bedeutung | 09298430 |
|                                         | Wohnhaus in geschlossener Bebauung | Thomaskirchhof 15 (Karte)                                     | 18. Jh. (Wohnhaus) | historistische Putzfassade mit Putz- und Steingliederungen, gekuppelte Fenster, ortsentwicklungsgeschichtlich und baugeschichtlich von Bedeutung | 09298431 |
| Weitere Bilder                          | Wohnhaus in geschlossener Bebauung, mit Hofgebäude, heute Museum und Archiv | Thomaskirchhof 16 (Karte)                                     | 1586 (Kaufmannshaus), Umbau 1710–1711 (Kaufmannshaus)                                                                                           | vierflügliges barockes Handelshaus, im Kern aus der Renaissancezeit, 1711 durch Kaufmann Georg Heinrich Bose umgebaut, der Komponist und Thomaskantor Johann Sebastian Bach war regelmäßig Gast im Haus, verputzte Straßenfront mit Kastenerker relativ schlicht, Hoffassaden etwas reicher, Hausdurchgang mit Säulen, im Hinterhaus heute Konzertsaal, baugeschichtlich und ortsgeschichtlich von Bedeutung; Spielstätte der Leipziger Pfeffermühle bis 2008 | 09298432 |
|                                         | Wohn- und Geschäftshaus in geschlossener Bebauung, mit Seitenflügel im Hof | Thomaskirchhof 17 (Karte)                                     | 1874–1875 (Wohn- und Geschäftshaus) | repräsentative gründerzeitliche Putzfassade, Putz- und Steingliederungen, Erdgeschoss und Entresol zur Ladenzone zusammengefasst, ortsentwicklungsgeschichtlich und baugeschichtlich von Bedeutung Denkmaltext Das gründerzeitliche Wohnhaus mit Seitenflügel wurde 1874 errichtet, Bauherr war der Friedrich August Muldhof. Entwurf und Ausführung lagen in den Händen des Maurermeister H. Oehler. Einstmals gehörte das Grundstück der Leipziger Schneiderinnung (vgl. Bauakte Bd. I erg. 1818). Prägend ist die großzügige Ladenfront mit Halbgeschoss, die strenge Reihung der sieben Fensterachsen in den Obergeschossen und die historistische Fassadenzier. Die Geschosse unterscheiden sich vor allem durch die Form der Fenster und deren Verdachungen, das Dachgeschoss ist ausgebaut. Im Hof erhalten ist ein Seitenflügel. Das Objekt verweist auf die bauliche Entwicklung in der Altstadt von Leipzig im letzten Viertel des 19. Jh., hierdurch erlangt es ortsentwicklungsgeschichtliche und baugeschichtliche Bedeutung. LfD/2014 | 09298425 |
| Weitere Bilder                          | Thomashaus: Ehemalige Superintendentur, heute Pfarrhaus, mit Einfriedung, Garten sowie Gedenktafel für Heinrich von Morungen (am Dittrichring) | Thomaskirchhof 18 (Karte)                                     | 1902–1904 (Superintendentur) | malerisch gegliederter Bau im Stil der deutschen Neorenaissance, aufwändiger Natursteinfassade, Erker und Schweifgiebel sowie Dachreiter, im Zusammenwirken mit der Thomaskirche stadtbildprägend, Architekten: Weidenbach & Tschammer, baugeschichtlich, ortsgeschichtlich und städtebaulich von Bedeutung | 09298433 |
| Weitere Bilder                          | Kirche mit Ausstattung und Gedenktafel für Johann Adam Hiller sowie umgebende Freiraumgestaltung mit Einfriedung | Thomaskirchhof 19 (Karte)                                     | Chor 13./14. Jh. (Kirche), 1482–1496 (Kirche), 1888/89 (Hauptaltar), um 1500 (Flügelaltar), um 1530 (Flügelaltar Nordsakristei)                 | spätgotische Hallenkirche mit älterem Chorteil und neogotischer Westfront, Wirkungsstätte Johann Sebastian Bachs und des Thomanerchores, Reliefplatte von 1832 des Denkmals für Thomaskantor Johann Adam Hiller (1728–1804) am Westgiebel der Kirche, kunsthistorisch, ortsgeschichtlich und baugeschichtlich von Bedeutung | 09290637 |
| Weitere Bilder                          | Ehemaliges Bankgebäude in geschlossener Bebauung und in Ecklage, mit Bronzerelief des Architekten und Tresor im Keller | Thomaskirchhof 20 (Karte)                                     | 1903–1904 (Bankgebäude) | Bankhaus Meyer & Co., Natursteinfassade im Sinne der versachlichten Architektur nach 1900, akzentuierender Bildhauerschmuck, Erdgeschoss bossiert, Obergeschosse durch Lisenen zusammengefasst, abgeschrägte Ecke, im Innern repräsentative Ausstattungselemente, Tresor der Firma Carl Kästner technikgeschichtlich von Bedeutung, Architekt: Peter Dybwad, ortsgeschichtlich baugeschichtlich und baukünstlerisch von Bedeutung | 09298434 |
| Weitere Bilder                          | Wohn- und Geschäftshaus in geschlossener Bebauung | Thomaskirchhof 21 (Karte)                                     | 1903–1904 (Wohn- und Geschäftshaus) | Natursteinfassade in Formen des Jugendstils mit späthistoristischen Nachklängen, Architekt: Albin Conrad, Ladenzone und Entresol durch Bögen zusammengefasst, Obergeschosse durch Doppelerker und dazwischen gespannte Loggien mittenbetont, großer Dreieckgiebel als Fassadenabschluss, ortsentwicklungsgeschichtlich, baugeschichtlich und baukünstlerisch von Bedeutung | 09298435 |
| Direkt Bild zu diesem Denkmal hochladen | Taxirufsäule | Thomaskirchhof 21 (vor) (Karte)                               | um 1970 (Telefonzelle) | vor Haus Nummer 21, Rufsäule eines Taxi-Standplatzes, technikgeschichtlich von Bedeutung, Zeugnis der Stadtmöblierung | 09297799 |
| Weitere Bilder                          | Ehemaliges Kaufhaus in geschlossener Bebauung in Ecklage, jetzt Bankgebäude | Thomaskirchhof 22 (Karte)                                     | 1903–1904 (Kaufhaus) | prunkvolle, stark geöffnete Sandsteinfassade in Formen des ausgehenden Historismus und Jugendstils, Fenster in geschossübergreifende Bogenstellungen eingespannt, breite abgeschrägte Ecke mit aufwändigem Ziergiebel und Türmchenaufsatz, akzentuierender, teils figürlicher Bauschmuck, Architekten: Schmidt & Johlige, ortsentwicklungsgeschichtlich, baugeschichtlich und baukünstlerisch von Bedeutung | 09298436 |
| Direkt Bild zu diesem Denkmal hochladen | Einzeldenkmal der Sachgesamtheit Promenadenring: Parkanlage (siehe Sachgesamtheitsliste – Obj. 09306630) | Tröndlinring (Karte)                                          | 18. Jh. (Parkanlage) | ortsentwicklungsgeschichtliche, gartenkünstlerische und städtebauliche Bedeutung | 09262702 |
| Direkt Bild zu diesem Denkmal hochladen | Einzeldenkmal der Sachgesamtheit Promenadenring: Parkanlage (siehe Sachgesamtheitsliste – Obj. 09306630) | Universitätsstraße                                            | ab 1857 (Parkanlage) | Lenné-Anlage (umgangssprachlich »Schillerpark«), 1857 beauftragte Bürgermeister Otto Koch den preußischen Gartendirektor Peter Joseph Lenné (1789–1866) mit dem Entwurf des südlichen Abschnitts des Promenadenrings, ortsentwicklungsgeschichtliche, gartenkünstlerische und städtebauliche Bedeutung | 09292774 |
| Weitere Bilder                          | Denkmal für den Agrarwissenschaftler Albrecht Daniel Thaer (1752–1828) | Universitätsstraße (Karte)                                    | 1850, Aufstellung (Denkmal) | Bronzefigur des Gelehrten in zeitgenössischer Kleidung, durch Habitus und Gestus Bezug zu klassischen Vorbildern, Marmorsockel rekonstruiert, Bildhauer: Ernst Rietschel, personengeschichtlich und künstlerisch von Bedeutung | 09295759 |
| Weitere Bilder                          | Denkmal für Gottfried Wilhelm Leibniz | Universitätsstraße 1 (bei) (Karte)                            | 1883 (Denkmal) | Standfigur in Bronze auf ebenfalls bronzenen Postament, Sockel in Stein, der in Leipzig geborene Leibniz im Zeitkostüm als »Fürst der Wissenschaft« dargestellt, Postament mit Frauenfiguren als Sinnbilder der alten vier Fakultäten, Bildhauer: Ernst Julius Hähnel, ortsgeschichtliche, personengeschichtliche, kulturgeschichtliche und künstlerische Bedeutung | 09298446 |
| Weitere Bilder                          | Schinkeltor: Ehemaliges Eingangstor der Universität | Universitätsstraße 3 (neben) (Karte)                          | 1836 (Portal) | dreiteilige Toranlage aus Sandstein, klassizistische Formen, ursprünglich nur der mit Reliefs geschmückte Mittelteil als Portal des Haupteingangs zum Augusteum, Dekoration in Bezug zu Wissenschaft und Kunst, mit Umbau durch Arwed Roßbach erweitert und als freistehende Toranlage versetzt, am Neubau des Augusteums heute wieder als Eingangsportal genutzt und um verlorene Teile ergänzt, ortsgeschichtlich, baugeschichtlich und künstlerisch von Bedeutung | 09298447 |
|                                         | Handschwengelpumpe mit Brunnenschacht und Abdeckplatte | Universitätsstraße 16 (vor) (Karte)                           | 1909 (Handschwengelpumpe) | Typ Kleiner Löwe, ortsgeschichtlich von Bedeutung | 09262329 |
| Weitere Bilder                          | Ehemaliger Messepalast (Anschriften: Neumarkt 9, Kupfergasse 1 und Universitätsstraße 16), mit umbauten Innenhöfen sowie Kaiser-Maximilian-Denkmal an der Universitätsstraße | Universitätsstraße 16 (Karte)                                 | 1893–1901 (Messehaus), 1897 (Statue) | umfangreicher Gebäudekomplex über quartiergroßem, annähernd quadratischem Grundriss, in mehreren Bauabschnitten unter Einbeziehung der barocken Stadtbibliothek am Gewandgäßchen errichtet (diese wegen Kriegszerstörung nach 1990 rekonstruiert), reiche Putzfassaden in Anlehnung an den barocken Bibliotheksflügel sowie in Verbindung zur lokalen Bautradition in neubarocken Formen, im Innern des Komplexes drei Höfe, der nördliche als Durchgangshof gestaltet, an der Front zur Universitätsstraße Vorlage mit repräsentativer Denkmalgestaltung in Erinnerung an die Verleihung des Messeprivilegs 1497 durch Kaiser Maximilian, Städtisches Kaufhaus erstes Mustermessehaus der Welt, ortsgeschichtliche, handelsgeschichtliche, baugeschichtliche und baukünstlerische Bedeutung | 09298453 |
|                                         | Wohnhochhaus (Anschrift: Universitätsstraße 20) in geschlossener Bebauung in Ecklage sowie angrenzende Wohnhäuser (Anschrift: Schillerstraße 7 und Universitätsstraße 18) in geschlossener Bebauung | Universitätsstraße 18; 20 (Karte)                             | 1959–1960 (Wohnhaus) | Putzbauten mit Putzgliederungen, Wohnhochhaus mit strengem Fassadenraster und Fliesenverkleidung, Ladenzone mit Natursteinverkleidung, städtebaulich akzentuierende Lage, ortsentwicklungsgeschichtliche und baugeschichtliche Bedeutung | 09298451 |
| Direkt Bild zu diesem Denkmal hochladen | Einzeldenkmal der Sachgesamtheit Promenadenring: Parkanlage (siehe Sachgesamtheitsliste – Obj. 09306630) | Willy-Brandt-Platz (Karte)                                    | 1784 (Parkanlage) | Teil des ab 1784 unter Carl Friedrich Dauthe gestalteten nordöstlichen Teils des Promenadenringes, zwischen Goethestraße und Georgiring, Opernhaus und Willy-Brandt-Platz, ortsentwicklungsgeschichtliche, gartenkünstlerische und städtebauliche Bedeutung | 09290128 |
| Direkt Bild zu diesem Denkmal hochladen | Einzeldenkmal der Sachgesamtheit Promenadenring: Parkanlage (siehe Sachgesamtheitsliste – Obj. 09306630) | Willy-Brandt-Platz (Karte)                                    | ab 1784 (Parkanlage), 1819 (Aufstellung Müllerdenkmal)                                                                                          | ursprünglich »Unterer Park« genannt, nordöstlicher Abschnitt des Promenadenrings, von Carl Friedrich Dauthe angelegt, Überformung bis 1915 unter Gartendirektor Hampel, ortsgeschichtlich, gartenkünstlerisch und städtebaulich von Bedeutung | 09293033 |
| Weitere Bilder                          | Einzeldenkmal der Sachgesamtheit Promenadenring: Denkmal für Carl Wilhelm Müller (siehe Sachgesamtheitsliste – Obj. 09306630) | Willy-Brandt-Platz (Karte)                                    | 1819 (Denkmal) | von den Leipziger Bürgern zur Erinnerung an den Bürgermeister Carl Wilhelm Müller (1728–1801) errichtet, Sandsteinblock über abgetrepptem Sockel, Rutenbündel in Porphyrtuff als Eckbetonung, dachartiger Abschluss mit großen Eckakroterien, stadtseitig antikisierendes Bildnismedaillon mit Inschrift, andere Seiten nur mit Inschriften, Künstler: Johann Friedrich August Tischbein und Johann Gottfried Schadow, gärtnerisch gestaltetes Umfeld, Teil der Promenadenanlage, ortsgeschichtliche, personengeschichtliche, kulturgeschichtliche und künstlerische Bedeutung | 09290494 |

## Ehemalige Kulturdenkmale
| Bild                                    | Bezeichnung                 | Lage                        | Datierung                                                       | Beschreibung | ID       |
| --------------------------------------- | --------------------------- | --------------------------- | --------------------------------------------------------------- | --- | -------- |
|                                         | Hauszeichen Eule            | Böttchergäßchen 3 (Karte)   | bez. 1547 (Eule); 17. Jh. (Schwan)                              | Schwan (Nr. 12), Eule (Nr. 13, stammt vom Haus Goldene Eule, Brühl 25) und Goldene Sonne (Nr. 14) als Hauszeichen am Hauseingang vom Brühl her; Goldene Sonne; ab 11/2007 im Stadtgeschichtlichen Museum Leipzig / Hauszeichensammlung | 09298443 |
| Direkt Bild zu diesem Denkmal hochladen | Hauszeichen Eule            | Böttchergäßchen 3 (Karte)   | bez. 1666 (Hauszeichen)                                         | Hauszeichen Eule auf mit 1666 bezeichneter Konsole, mit dem Neubau von Peek & Cloppenburg Übernahme in das Stadtgeschichtliche Museum Leipzig                                                                                          | 09290941 |
|                                         | Mast mit Überwachungskamera | Dittrichring (Karte)        | 1980er Jahre (Militärbau)                                       | Mast mit Überwachungskamera vor dem Eingang der ehemaligen Bezirksbehörde Leipzig des Ministeriums für Staatssicherheit der DDR vor Dittrichring 24                                                                                    | 09294775 |
|                                         | Verkaufspavillon            | Hainstraße 23 (Karte)       | um 1960 (Pavillon), 2012 Abriss für Bau des Hauses „Hainspitze“ | Großer Verkaufspavillon zwischen Hainstraße und Großer Fleischergasse mit geschwungener Hauptfront, großzügig verglast | 09299168 |
| Direkt Bild zu diesem Denkmal hochladen | Isolator-Neonwerbung        | Katharinenstraße 10 (Karte) | um 1970 (Werbung)                                               | Isolator-Neonwerbung im Nordfoyer des Museums der bildenden Künste Leipzig (ehemals am Giebel des Mietshauses Talstraße 3 zur Prager Straße)                                                                                           | 09261580 |